# Trophée européen 2013
Navigation
2012
Le Trophée européen 2013 est la quatrième édition du Trophée européen, tournoi de hockey sur glace débutant durant la pré-saison.

## Équipes engagées
L'édition 2013 du trophée européen de hockey sur glace, European trophy en anglais, compte trente-deux équipes d'Europe, les mêmes que lors de l'édition précédente.
Les trente-deux équipes sont réparties en quatre groupes. Chaque équipe affronte une seule fois les autres équipes de sa division, sauf celle qui est originaire du même pays ou, le cas échéant, de la même région, qu'elle affronte deux fois dans un format match aller-retour. Les matchs se déroulent durant la pré-saison et chaque équipe dispute au total quatre matchs à domicile et quatre matchs à l'extérieur. Les meilleures équipes de chaque division, les deux clubs organisateurs, ainsi que les deux meilleurs deuxièmes et, si les organisateurs se qualifient de manière régulières, le ou les deux suivant(s), rejoignent le Red Bulls Salute. En cas d'égalité entre plusieurs équipes, celles-ci sont départagées par la différence de but, puis le nombre de buts inscrits au total, puis la ou les confrontations directes, et, en dernier lieu, un tirage au sort.
| Division | Équipe                    | Ville          | Patinoire                    | Capacité | Entrée dans le tournoi |
| -------- | ------------------------- | -------------- | ---------------------------- | -------- | ---------------------- |
| Nord     | Oulun Kärpät              | Oulu           | Oulun Energia Areena         | 6 614    | 2006                   |
| Nord     | Eisbären Berlin           | Berlin         | O2 World                     | 14 200   | 2010                   |
| Nord     | EC Red Bull Salzbourg     | Salzbourg      | Eisarena Salzbourg           | 3,600    | 2010                   |
| Nord     | Luleå HF                  | Luleå          | Coop Norrbotten Arena        | 6 200    | 2011                   |
| Nord     | Kometa Brno               | Brno           | Kajot Arena                  | 7 200    | 2011                   |
| Nord     | Mountfield HK             | Hradec Králové | Zimní stadion Hradec Králové | 7 700    | 2011                   |
| Nord     | Plzeň 1929                | Plzeň          | ČEZ Aréna                    | 8 420    | 2011                   |
| Nord     | Hambourg Freezers         | Hambourg       | O2 World                     | 12 947   | 2012                   |
| Sud      | Linköpings HC             | Linköping      | Cloetta Center               | 8 500    | 2006                   |
| Sud      | HV71                      | Jönköping      | Kinnarps Arena               | 7 038    | 2008                   |
| Sud      | Sparta Prague             | Prague         | Tipsport Arena               | 16 995   | 2010                   |
| Sud      | Pirati Chomutov           | Chomutov       | Multifunkční aréna Chomutov  | 5 250    | 2012                   |
| Sud      | KalPa                     | Kuopio         | Kuopion Jäähalli             | 5 225    | 2011                   |
| Sud      | Slovan Bratislava         | Bratislava     | Slovnaft Arena               | 10 000   | 2011                   |
| Sud      | UPC Vienna Capitals       | Vienne         | Albert Schultz Eishalle      | 7 000    | 2011                   |
| Sud      | JYP                       | Jyväskylä      | Synergia-areena              | 4 628    | 2012                   |
| Est      | TPS                       | Turku          | HK Arena                     | 11 820   | 2006                   |
| Est      | Tappara                   | Tampere        | Hakametsä Areena             | 7 800    | 2006                   |
| Est      | Djurgårdens IF            | Stockholm      | Hovet                        | 8 094    | 2006                   |
| Est      | CP Berne                  | Berne          | PostFinance-Arena            | 17 131   | 2010**                 |
| Est      | Bílí Tygři Liberec        | Liberec        | Tipsport Arena               | 7 500    | 2011                   |
| Est      | ČSOB Pojišťovna Pardubice | Pardubice      | ČEZ Aréna                    | 10 194   | 2011                   |
| Est      | Brynäs IF                 | Gävle          | Läkerol Arena                | 8 585    | 2012                   |
| Est      | HC Fribourg-Gottéron      | Fribourg       | Patinoire Saint-Léonard      | 7 144    | 2012                   |
| Ouest    | Färjestads BK             | Karlstad       | Löfbergs Lila Arena          | 8 647    | 2006                   |
| Ouest    | Frölunda Indians          | Göteborg       | Scandinavium                 | 12 044   | 2006                   |
| Ouest    | HIFK                      | Helsinki       | Helsingin Jäähalli           | 8 200    | 2006                   |
| Ouest    | Jokerit                   | Helsinki       | Hartwall Arena               | 13 349   | 2008                   |
| Ouest    | ZSC Lions                 | Zurich         | Hallenstadion                | 10 700   | 2010                   |
| Ouest    | Adler Mannheim            | Mannheim       | SAP Arena                    | 10 600   | 2010                   |
| Ouest    | ERC Ingolstadt            | Ingolstadt     | Saturn Arena                 | 4 815    | 2012                   |
| Ouest    | EV Zoug                   | Zoug           | Bossard Arena                | 7 015    | 2012                   |

Note : 
1. ↑  N'a pas participé à l'édition 2011

## Phase de poule

### Division Ouest
| 9 août 2013 | EV Zoug | 1-0 (1-0, 0-0, 0-0) | ZSC Lions | Bossard Arena, Zoug 3 744 spectateurs |

| Feuille de match | Feuille de match              | Feuille de match | Feuille de match | Feuille de match                                                            |
| ---------------- | ----------------------------- | ---------------- | ---------------- | --------------------------------------------------------------------------- |
|                  | 11 min 20 s, Schremp (Casutt) | 1-0              |                  | Arbitrage : Stefan Eichmann Nicolas Fluri Daniel Stricker Marc Huggenberger |
| Brian Boucher    | Gardiens                      | Lukas Flüeler    |                  | Arbitrage : Stefan Eichmann Nicolas Fluri Daniel Stricker Marc Huggenberger |
| 18 min           | Pénalités                     | 20 min           |                  | Arbitrage : Stefan Eichmann Nicolas Fluri Daniel Stricker Marc Huggenberger |
| 26               | Tirs                          | 26               |                  | Arbitrage : Stefan Eichmann Nicolas Fluri Daniel Stricker Marc Huggenberger |

| 13 août 2013 | Färjestad BK | 4-2 (2-0, 0-1, 2-1) | HIFK | Löfbergs Lila Arena, Karlstad 3 812 spectateurs |

| Feuille de match           | Feuille de match | Feuille de match        | Feuille de match                                            | Feuille de match                                                   |
| -------------------------- | --- | ----------------------- | ----------------------------------------------------------- | ------------------------------------------------------------------ |
|                            | Lajunen (Belle, Lundh) — 4 min 11 s (SN) Åslund (Connolly) — 8 min 7 s Hyka (Lundh, Belle) — 41 min 13 s (SN) Holtet — 59 min 56 s (CV) | 1-0 2-0 2-1 3-1 3-2 4-2 | Leinonen (Block) — 26 min 12 s (SN) Somervuori — 56 min 7 s | Arbitrage : Woler Edqvist Marcus Linde Ola Adamssom Simon Hillborg |
| Fredrik Pettersson Wentzel | Gardiens | Brad Thiessen           |                                                             | Arbitrage : Woler Edqvist Marcus Linde Ola Adamssom Simon Hillborg |
| 20 min                     | Pénalités | 18 min                  |                                                             | Arbitrage : Woler Edqvist Marcus Linde Ola Adamssom Simon Hillborg |
| 27                         | Tirs | 21                      |                                                             | Arbitrage : Woler Edqvist Marcus Linde Ola Adamssom Simon Hillborg |

| 13 août 2013 | Frölunda Indians | 4-0 (1-0, 1-0, 2-0) | Jokerit | Frölundaborg, Göteborg 4 542 spectateurs |

| Feuille de match | Feuille de match | Feuille de match                | Feuille de match | Feuille de match                          |
| ---------------- | --- | ------------------------------- | ---------------- | ----------------------------------------- |
|                  | Johnson (Figren, Djuse) — 2 min 34 s (SN) Widerström (Lundqvist, McGrath) — 29 min 19 s (SN) Lundqvist (Klingberg) — 41 min 13 s (SN) Ahnelöv (Fernström) — 55 min 51 s | 1-0 2-0 3-0 4-0                 |                  | Arbitrage : Mikael Sjöqvist Pehr Claesson |
| Linus Fernström  | Gardiens | Eero Kilpeläinen Kevin Lankinen |                  | Arbitrage : Mikael Sjöqvist Pehr Claesson |
| 38 min           | Pénalités | 49 min                          |                  | Arbitrage : Mikael Sjöqvist Pehr Claesson |
| 46               | Tirs | 18                              |                  | Arbitrage : Mikael Sjöqvist Pehr Claesson |

| 13 août 2013 | ZSC Lions | 3-4 (1-0, 1-3, 1-1) | ERC Ingolstadt | Kunsteisbahn Oerlikon, Zurich 1 020 spectateurs |

| Feuille de match | Feuille de match                                                                                             | Feuille de match            | Feuille de match | Feuille de match              |
| ---------------- | --- | --------------------------- | --- | ----------------------------- |
|                  | Nilsson (Shannon, Bastl) — 4 min 58 s (SN) Keller (Nilsson) — 24 min 38 s (SN) Shannon (Keller) — 54 min 2 s | 1-0 1-1 2-1 2-2 3-2 3-3 3-4 | Laliberte (Turnbull, Ross) — 21 min 36 s Oblinger (Pielmeier) — 49 min 4 s (IN) Turnbull (Laliberte) — 55 min 29 s Ross ( Laliberte) — 57 min 51 s | Arbitrage : Eichmann Stricker |
| Tim Wolf         | Gardiens | Timo Pielmeier              | | Arbitrage : Eichmann Stricker |
| 8 min            | Pénalités | 26 min                      | | Arbitrage : Eichmann Stricker |
| 20               | Tirs | 33                          | | Arbitrage : Eichmann Stricker |

| 15 août 2013 | ERC Ingolstadt | 4-0 (1-0, 1-0, 2-0) | EV Zoug | Saturn Arena, Ingolstadt 2 509 spectateurs |

| Feuille de match | Feuille de match | Feuille de match | Feuille de match | Feuille de match                              |
| ---------------- | --- | ---------------- | ---------------- | --------------------------------------------- |
|                  | Bouck (Périard, Conboy) — 2 min 25 s (SN) Boucher (Turnbull) — 33 min 50 s Oblinger (Sabolic) — 45 min 6 s (SN) Laliberte (Conboy, Ross) — 51 min 46 s (SN) | 1-0 2-0 3-0 4-0  |                  | Arbitrage : Roland Aumüller Daniel Piechaczek |
| Markus Janka     | Gardiens | Brian Boucher    |                  | Arbitrage : Roland Aumüller Daniel Piechaczek |
| 20 min           | Pénalités | 24 min           |                  | Arbitrage : Roland Aumüller Daniel Piechaczek |
| 32               | Tirs | 25               |                  | Arbitrage : Roland Aumüller Daniel Piechaczek |

| 15 août 2013 | Jokerit | 0-2 (0-0, 0-1, 0-1) | Färjestad BK | Tikkurila Valtti Areena, Vantaa 1 736 spectateurs |

| Feuille de match | Feuille de match | Feuille de match | Feuille de match                                                             | Feuille de match                |
| ---------------- | ---------------- | ---------------- | ---------------------------------------------------------------------------- | ------------------------------- |
|                  |                  | 0-1 0-2          | Fröberg (Lundh, Hyka) — 31 min 6 s Holtet (Belle, Wallin) — 59 min 11 s (CV) | Arbitrage : A.Rantala M.Kovanen |
| Joonas Korpisalo | Gardiens         | Danny Taylor     |                                                                              | Arbitrage : A.Rantala M.Kovanen |
| 12 min           | Pénalités        | 20 min           |                                                                              | Arbitrage : A.Rantala M.Kovanen |
| 32               | Tirs             | 17               |                                                                              | Arbitrage : A.Rantala M.Kovanen |

| 16 août 2013 | HIFK | 1-5 (0-0, 1-3, 0-2) | Frölunda Indians | Tikkurila Valtti Areena, Vantaa 1 800 spectateurs |

| Feuille de match | Feuille de match                      | Feuille de match        | Feuille de match | Feuille de match                        |
| ---------------- | ------------------------------------- | ----------------------- | --- | --------------------------------------- |
|                  | Söderholm (Talaja) — 36 min 41 s (IN) | 0-1 0-2 1-2 1-3 1-4 1-5 | Figren (Brunnström, Olimb) — 23 min 50 s Klingberg ( Figren) — 30 min 32 s (SN) Figren (Klingberg, Olimb) — 37 min 45 s () Johnson (Bohm, Figren) — 42 min Nilsson (Persson, Olimb) — 45 min 12 s (SN) | Arbitrage : Timo Metsälä Teemu Salminen |
| Antti Ore        | Gardiens                              | Lars Johansson          | | Arbitrage : Timo Metsälä Teemu Salminen |
| 18 min           | Pénalités                             | 20 min                  | | Arbitrage : Timo Metsälä Teemu Salminen |
| 33               | Tirs                                  | 34                      | | Arbitrage : Timo Metsälä Teemu Salminen |

| 16 août 2013 | Adler Mannheim | 2-5 (0-3, 1-1, 1-1) | ZSC Lions | Eishalle Weinfelden, Weinfelden 1 001 spectateurs |

| Feuille de match | Feuille de match                                                                       | Feuille de match            | Feuille de match | Feuille de match                            |
| ---------------- | -------------------------------------------------------------------------------------- | --------------------------- | --- | ------------------------------------------- |
|                  | Kink (Lehoux, Mauer) — 32 min 9 s (SN) Höfflin (Buchwieser, Lehoux) — 55 min 45 s (SN) | 0-1 0-2 0-3 1-3 1-4 1-5 2-5 | Bärtschi (Trachsler, Ķēniņš) — 1 min 7 s Trachsler (Ķēniņš) — 6 min 32 s Cunti (Wick, Bergeron) — 13 min 7 s (SN) Trachsler (Bergeron, Shannon) — 35 min 23 s (SN) Widmer (Baltisberger) — 47 min 58 s (SN) | Arbitrage : Stefan Eichmann Daniel Stricker |
| Dennis Endras    | Gardiens                                                                               | Lukas Flüeler               | | Arbitrage : Stefan Eichmann Daniel Stricker |
| 10 min           | Pénalités                                                                              | 12 min                      | | Arbitrage : Stefan Eichmann Daniel Stricker |
| 30               | Tirs                                                                                   | 35                          | | Arbitrage : Stefan Eichmann Daniel Stricker |

| 17 août 2013 | EV Zoug | 2-5 (1-2, 1-1, 0-2) | Adler Mannheim | Bossard Arena, Zoug 2 412 spectateurs |

| Feuille de match | Feuille de match                                                                                 | Feuille de match            | Feuille de match | Feuille de match                                                |
| ---------------- | ------------------------------------------------------------------------------------------------ | --------------------------- | --- | --------------------------------------------------------------- |
|                  | Sutter (Bertaggia, Christen) — 17 min 17 s (IN) Bertaggia ( S. Lüthi, Sutter) — 33 min 10 s (IN) | 0-1 1-1 1-2 1-3 2-3 2-4 2-5 | Mauer (Wagner, Reul) — 16 min 7 s Lehoux (Mauer, Kettemer) — 19 min 34 s Plachta (Lehoux) — 24 min 52 s Plachta (Mauer, Lehoux) — 41 min 27 s Vernace — 52 min 5 s | Arbitrage : Didier Massy Andreas Koch Roger Arm Matthias Kehrli |
| Brian Boucher    | Gardiens                                                                                         | Felix Brückmann             | | Arbitrage : Didier Massy Andreas Koch Roger Arm Matthias Kehrli |
| 8 min            | Pénalités                                                                                        | 4 min                       | | Arbitrage : Didier Massy Andreas Koch Roger Arm Matthias Kehrli |
| 30               | Tirs                                                                                             | 28                          | | Arbitrage : Didier Massy Andreas Koch Roger Arm Matthias Kehrli |

| 22 août 2013 | Jokerit | 4-1 (2-0, 0-1, 2-0) | EV Zoug | Tikkurila Valtti Areena, Vantaa 1 795 spectateurs |

| Feuille de match | Feuille de match | Feuille de match    | Feuille de match                  | Feuille de match                             |
| ---------------- | --- | ------------------- | --------------------------------- | -------------------------------------------- |
|                  | A. Tyrväinen (J. Tyrväinen, Dehner) — 2 min 12 s Eronen (DeSimone) — 15 min 30 s (SN) Kousa (Teräväinen) — 41 min 19 s (SN) A. Tyrväinen (Lahti, Teräväinen) — 57 min 56 s (SN) | 1-0 2-0 2-1 3-1 4-1 | Schremp (Hutchinson) — 20 min 8 s | Arbitrage : Jukka Hakkarainen Joonas Pinomaa |
| Joonas Korpisalo | Gardiens | Robin Kuonen        |                                   | Arbitrage : Jukka Hakkarainen Joonas Pinomaa |
| 6 min            | Pénalités | 12 min              |                                   | Arbitrage : Jukka Hakkarainen Joonas Pinomaa |
| 40               | Tirs | 20                  |                                   | Arbitrage : Jukka Hakkarainen Joonas Pinomaa |

| 23 août 2013 | HIFK | 6-4 (1-1, 1-2, 4-1) | ZSC Lions | Tikkurila Valtti Areena, Vantaa 1 528 spectateurs |

| Feuille de match | Feuille de match | Feuille de match                        | Feuille de match | Feuille de match                        |
| ---------------- | --- | --------------------------------------- | --- | --------------------------------------- |
|                  | Block (Tarkkanen, Söderholm) — 13 min 25 s (SN) Fata (Salmelainen) — 28 min 51 s Fata (Tarkkanen, Eklund) — 44 min 49 s (SN) Kuparinen (Puustinen, Birch) — 54 min 36 s Pakarinen (Söderholm, Salmelainen) — 56 min 44 s Leinonen (Söderholm) — 59 min 11 s (SN) | 0-1 1-1 1-2 2-2 2-3 3-3 3-4 4-4 5-4 6-4 | Blindenbacher (Bärtschi) — 5 min 19 s (SN) Wick (Seger, Shannon) — 26 min 52 s (SN) Bärtschi (Wick, Geering) — 39 min 49 s Seger (Wick) — 47 min 29 s (SN) | Arbitrage : Laaksonen Tom Kovanen Marko |
| Brad Thiessen    | Gardiens | Lukas Flüeler                           | | Arbitrage : Laaksonen Tom Kovanen Marko |
| 14 min           | Pénalités | 14 min                                  | | Arbitrage : Laaksonen Tom Kovanen Marko |
| 36               | Tirs | 19                                      | | Arbitrage : Laaksonen Tom Kovanen Marko |

| 23 août 2013 | Färjestad BK | 4-1 (1-0, 2-0, 1-1) | Adler Mannheim | Löfbergs Lila Arena, Karlstad 3 468 spectateurs |

| Feuille de match | Feuille de match | Feuille de match    | Feuille de match                        | Feuille de match                                                             |
| ---------------- | --- | ------------------- | --------------------------------------- | ---------------------------------------------------------------------------- |
|                  | Görtz (Åslund) — 12 min 58 s (2 SN) Wallin (Belle, Hyka) — 28 min 49 s DiDiomete (Holtet) — 29 min 14 s Lajunen (Wallin) — 48 min 6 s (SN) | 1-0 2-0 3-0 4-0 4-1 | Ullmann (Plachta, Lehoux) — 50 min 58 s | Arbitrage : Mikael Sjökvist Christoffer Karlsson Ola Adamsson Simon Hillborg |
| Danny Taylor     | Gardiens | Dennis Endras       |                                         | Arbitrage : Mikael Sjökvist Christoffer Karlsson Ola Adamsson Simon Hillborg |
| 18 min           | Pénalités | 22 min              |                                         | Arbitrage : Mikael Sjökvist Christoffer Karlsson Ola Adamsson Simon Hillborg |
| 34               | Tirs | 33                  |                                         | Arbitrage : Mikael Sjökvist Christoffer Karlsson Ola Adamsson Simon Hillborg |

| 23 août 2013 | Frölunda Indians | 7-3 (1-2, 4-0, 2-1) | ERC Ingolstadt | Frölundaborg, Göteborg 2 798 spectateurs |

| Feuille de match | Feuille de match | Feuille de match                        | Feuille de match                                                                                         | Feuille de match                     |
| ---------------- | --- | --------------------------------------- | --- | ------------------------------------ |
|                  | Johnson (Wennberg, Olimb) — 59 s (2 SN) Gustafsson (Axelsson, Lundqvist) — 24 min 24 s Johnson (Persson, Olimb) — 24 min 47 s McGrath (Klingberg, Lundqvist) — 25 min 50 s (SN) Blidh (Djuse) — 31 min 3 s Wennberg — 46 min 29 s (2 SN) Figren (Johnson, Lundqvist) — 55 min 44 s | 1-0 1-1 1-2 2-2 3-2 4-2 5-2 5-3 6-3 7-3 | Sabolic (Hahn, Périard) — 2 min 22 s Classen (Bouck) — 2 min 39 s Oblinger (Hambly, Hager) — 52 min 16 s | Arbitrage : Mikael Holm Markus Linde |
| Lars Johansson   | Gardiens | Timo Pielmeier                          | | Arbitrage : Mikael Holm Markus Linde |
| 14 min           | Pénalités | 32 min                                  | | Arbitrage : Mikael Holm Markus Linde |
| 29               | Tirs | 20                                      | | Arbitrage : Mikael Holm Markus Linde |

| 24 août 2013 | Jokerit | 1-2 (0-0, 0-1, 1-1) | ZSC Lions | Tikkurila Valtti Areena, Vantaa 1 627 spectateurs |

| Feuille de match | Feuille de match           | Feuille de match | Feuille de match                                              | Feuille de match                          |
| ---------------- | -------------------------- | ---------------- | ------------------------------------------------------------- | ----------------------------------------- |
|                  | J. Tyrväinen — 48 min 17 s | 0-1 1-1 1-2      | Bärtschi (Bastl) — 29 min 5 s Bärtschi (Ķēniņš) — 48 min 39 s | Arbitrage : Mikko Kaukokari Tom Laaksonen |
| Leland Irving    | Gardiens                   | Lukas Flüeler    |                                                               | Arbitrage : Mikko Kaukokari Tom Laaksonen |
| 6 min            | Pénalités                  | 12 min           |                                                               | Arbitrage : Mikko Kaukokari Tom Laaksonen |
| 32               | Tirs                       | 20               |                                                               | Arbitrage : Mikko Kaukokari Tom Laaksonen |

| 24 août 2013 | HIFK | 3-4 (2 pr) (0-2, 1-1, 2-0, 0-0, 0-1) | EV Zoug | Tikkurila Valtti Areena, Vantaa 1 580 spectateurs |

| Feuille de match | Feuille de match | Feuille de match            | Feuille de match | Feuille de match                     |
| ---------------- | --- | --------------------------- | --- | ------------------------------------ |
|                  | Hari (Kuparinen, Puustinen) — 20 min 48 s Kuparinen (Puustinen, Eklund) — 49 min 47 s (2 SN) Söderholm (Kuparinen, Puustinen) — 52 min 36 s (SN) | 0-1 0-2 1-2 1-3 2-3 3-3 3-4 | Hutchinson (Lammer, Casutt) — 10 min 4 s (SN) Martschini (Schremp, Chiesa) — 15 min 12 s (SN) Christen (Lammer, Martschini) — 35 min 51 s (SN) Christen (TP) | Arbitrage : J.Hakkarainen M.Vanninen |
| Ville Husso      | Gardiens | Gianluca Hauser             | | Arbitrage : J.Hakkarainen M.Vanninen |
| 37 min           | Pénalités | 14 min                      | | Arbitrage : J.Hakkarainen M.Vanninen |
| 24               | Tirs | 31                          | | Arbitrage : J.Hakkarainen M.Vanninen |

| 25 août 2013 | Frölunda Indians | 2-3 (2 pr) (0-0, 0-0, 2-2, 0-0, 0-1) | Adler Mannheim | Frölundaborg, Göteborg 2 320 spectateurs |

| Feuille de match | Feuille de match                                                                | Feuille de match    | Feuille de match                                                                                  | Feuille de match                          |
| ---------------- | ------------------------------------------------------------------------------- | ------------------- | ------------------------------------------------------------------------------------------------- | ----------------------------------------- |
|                  | Collberg (Gustafsson) — 41 min 20 s Klingberg (Olimb, Djuse) — 51 min 29 s (SN) | 1-0 1-1 2-1 2-2 2-3 | Mauer (Plachta, Kettemer) — 42 min 27 s Wagner (Ullmann, Mauer) — 53 min 43 s (2 SN) Höfflin (TP) | Arbitrage : Pehr Claesson Mikael Sjöqvist |
| Linus Fernström  | Gardiens                                                                        | Felix Brückmann     |                                                                                                   | Arbitrage : Pehr Claesson Mikael Sjöqvist |
| 8 min            | Pénalités                                                                       | 10 min              |                                                                                                   | Arbitrage : Pehr Claesson Mikael Sjöqvist |
| 39               | Tirs                                                                            | 23                  |                                                                                                   | Arbitrage : Pehr Claesson Mikael Sjöqvist |

| 25 août 2013 | Färjestad BK | 3-0 (1-0, 1-0, 1-0) | ERC Ingolstadt | Löfbergs Lila Arena, Karlstad 1 974 spectateurs |

| Feuille de match           | Feuille de match | Feuille de match | Feuille de match | Feuille de match                                                                 |
| -------------------------- | --- | ---------------- | ---------------- | -------------------------------------------------------------------------------- |
|                            | Stafford (Åslund, Åberg) — 2 min 32 s (SN) Åberg (Lajunen, Fröberg) — 22 min 35 s Åslund (Görtz, Åberg) — 56 min 12 s (SN) | 1-0              |                  | Arbitrage : Wolmer Edqvist Christoffer Karlsson Simon Hillborg Andreas Malmkvist |
| Fredrik Pettersson Wentzel | Gardiens | Markus Janka     |                  | Arbitrage : Wolmer Edqvist Christoffer Karlsson Simon Hillborg Andreas Malmkvist |
| 8 min                      | Pénalités | 12 min           |                  | Arbitrage : Wolmer Edqvist Christoffer Karlsson Simon Hillborg Andreas Malmkvist |
| 40                         | Tirs | 28               |                  | Arbitrage : Wolmer Edqvist Christoffer Karlsson Simon Hillborg Andreas Malmkvist |

| 28 août 2013 | ERC Ingolstadt | 2-3 (0-0, 0-1, 2-2) | Adler Mannheim | Saturn Arena, Ingolstadt 1 929 spectateurs |

| Feuille de match | Feuille de match                                               | Feuille de match    | Feuille de match                                                                                               | Feuille de match                           |
| ---------------- | -------------------------------------------------------------- | ------------------- | --- | ------------------------------------------ |
|                  | Barta — 45 min 2 s (IN) Hambly (Laliberte, Hahn) — 59 min 20 s | 0-1 1-1 1-2 1-3 2-3 | Mauer (Lehoux, Plachta) — 29 min 47 s Kink (Hecht, Vernace) — 45 min 55 s (SN) Ullmann (Rheault) — 50 min 33 s | Arbitrage : Willi Schimm Daniel Piechaczek |
| Timo Pielmeier   | Gardiens                                                       | Dennis Endras       | | Arbitrage : Willi Schimm Daniel Piechaczek |
| 6 min            | Pénalités                                                      | 10 min              | | Arbitrage : Willi Schimm Daniel Piechaczek |
| 17               | Tirs                                                           | 31                  | | Arbitrage : Willi Schimm Daniel Piechaczek |

| 30 août 2013 | Jokerit | 2-0 (0-0, 1-0, 1-0) | HIFK | Hartwall Arena, Helsinki 7 079 spectateurs |

| Feuille de match | Feuille de match                                                                     | Feuille de match | Feuille de match | Feuille de match                             |
| ---------------- | ------------------------------------------------------------------------------------ | ---------------- | ---------------- | -------------------------------------------- |
|                  | Teräväinen (J. Tyrväinen, Moses) — 23 min 10 s (SN) Teräväinen (Moses) — 40 min 36 s | 1-0 2-0          |                  | Arbitrage : Jukka Hakkarainen Mikko Vanninen |
| Leland Irving    | Gardiens                                                                             | Brad Thiessen    |                  | Arbitrage : Jukka Hakkarainen Mikko Vanninen |
| 10 min           | Pénalités                                                                            | 10 min           |                  | Arbitrage : Jukka Hakkarainen Mikko Vanninen |
| 30               | Tirs                                                                                 | 23               |                  | Arbitrage : Jukka Hakkarainen Mikko Vanninen |

| 30 août 2013 | ZSC Lions | 1-2 (0-0, 1-2, 0-0) | Färjestad BK | Kunsteisbahn Chreis, Dübendorf 1 567 spectateurs |

| Feuille de match | Feuille de match                           | Feuille de match           | Feuille de match                                                     | Feuille de match                           |
| ---------------- | ------------------------------------------ | -------------------------- | -------------------------------------------------------------------- | ------------------------------------------ |
|                  | Bärtschi (Ķēniņš, Trachsler) — 28 min 59 s | 1-0 1-1 1-2                | Grundel (Stafford) — 39 min 13 s Görtz (Nygård, Arell) — 39 min 49 s | Arbitrage : Eichmann Stricker Fluri Kehrli |
| Lukas Flüeler    | Gardiens                                   | Fredrik Pettersson Wentzel |                                                                      | Arbitrage : Eichmann Stricker Fluri Kehrli |
| 41 min           | Pénalités                                  | 38 min                     |                                                                      | Arbitrage : Eichmann Stricker Fluri Kehrli |
| 35               | Tirs                                       | 29                         |                                                                      | Arbitrage : Eichmann Stricker Fluri Kehrli |

| 30 août 2013 | EV Zoug | 3-7 (2-0, 1-5, 0-2) | Frölunda Indians | Bossard Arena, Zoug 2 546 spectateurs |

| Feuille de match | Feuille de match                                                                | Feuille de match                        | Feuille de match | Feuille de match                                                      |
| ---------------- | ------------------------------------------------------------------------------- | --------------------------------------- | --- | --------------------------------------------------------------------- |
|                  | Martschini (Chiesa) — 4 min 18 s Suri (Schremp) — 10 min 8 s Erni — 27 min 32 s | 1-0 2-0 2-1 2-2 2-3 2-4 3-4 3-5 3-6 3-7 | Persson (Bohm) — 21 min 50 s Brunnström (Klingberg) — 22 min 32 s Bäckman (Wennberg, McGrath) — 23 min 43 s Axelsson (Lasu, Persson) — 24 min 2 s Collberg (Lundqvist) — 32 min 36 s (2 SN) Wennberg (Collberg, Kahnberg) — 45 min 34 s (SN) Bäckman ( Wennberg, Lundqvist) — 55 min 5 s (SN) | Arbitrage : Danny Kurmann Brent Reiber Franco Espinoza Mathias Jetzer |
| Brian Boucher    | Gardiens                                                                        | Linus Fernström                         | | Arbitrage : Danny Kurmann Brent Reiber Franco Espinoza Mathias Jetzer |
| 16 min           | Pénalités                                                                       | 6 min                                   | | Arbitrage : Danny Kurmann Brent Reiber Franco Espinoza Mathias Jetzer |
| 25               | Tirs                                                                            | 39                                      | | Arbitrage : Danny Kurmann Brent Reiber Franco Espinoza Mathias Jetzer |

| 31 août 2013 | HIFK | 0-4 (0-0, 0-2, 0-2) | Jokerit | Tikkurila Valtti-areena, Vantaa 1 800 spectateurs |

| Feuille de match | Feuille de match | Feuille de match | Feuille de match | Feuille de match                                                           |
| ---------------- | ---------------- | ---------------- | --- | -------------------------------------------------------------------------- |
|                  |                  | 0-1 0-2 0-3 0-4  | Moses (Lindell, Niemi) — 38 min 15 s (2 SN) Niemi (Hännikäinen, Mäki) — 39 min 57 s (SN) Hardt (Hännikäinen, Teräväinen) — 45 min 25 s (SN) Ruutu (Lindell, Karalahti) — 57 min 17 s (SN) | Arbitrage : Jukka Hakkarainen Tom Laaksonen Masi Puolakka Daniel Österholm |
| Antti Ore        | Gardiens         | Leland Irving    | | Arbitrage : Jukka Hakkarainen Tom Laaksonen Masi Puolakka Daniel Österholm |
| 10 min           | Pénalités        | 8 min            | | Arbitrage : Jukka Hakkarainen Tom Laaksonen Masi Puolakka Daniel Österholm |
| 28               | Tirs             | 32               | | Arbitrage : Jukka Hakkarainen Tom Laaksonen Masi Puolakka Daniel Österholm |

| 31 août 2013 | EV Zoug | 1-4 (0-1, 0-1, 1-2) | Färjestad BK | Bossard Arena, Zoug 2 213 spectateurs |

| Feuille de match | Feuille de match        | Feuille de match    | Feuille de match | Feuille de match                                                         |
| ---------------- | ----------------------- | ------------------- | --- | ------------------------------------------------------------------------ |
|                  | Diem — 41 min 54 s (IN) | 0-1 0-2 1-2 1-3 1-4 | Hillding (Grundel, Wallin) — 18 min 20 s Nygård (Stafford, Connolly) — 26 min 8 s Görtz (Arell, Connolly) — 44 min 4 s Holtet (Bastiansen, Arell) — 59 min 6 s | Arbitrage : Andreas Fischer Karol Popovic Joris Müller Marc-Henri Progin |
| Brian Boucher    | Gardiens                | Danny Taylor        | | Arbitrage : Andreas Fischer Karol Popovic Joris Müller Marc-Henri Progin |
| 39 min           | Pénalités               | 41 min              | | Arbitrage : Andreas Fischer Karol Popovic Joris Müller Marc-Henri Progin |
| 27               | Tirs                    | 28                  | | Arbitrage : Andreas Fischer Karol Popovic Joris Müller Marc-Henri Progin |

| 31 août 2013 | ZSC Lions | 3-1 (0-1, 2-0, 1-0) | Frölunda Indians | Kunsteisbahn Chreis, Dübendorf 1 018 spectateurs |

| Feuille de match | Feuille de match                                                                                      | Feuille de match | Feuille de match                  | Feuille de match                         |
| ---------------- | --- | ---------------- | --------------------------------- | ---------------------------------------- |
|                  | Wick (Shannon, Hächler) — 30 min 18 s Geering (Bastl) — 34 min 49 s Keller (Cunti) — 59 min 15 s (CV) | 0-1 1-1 2-1 3-1  | Kahnberg (Lundqvist) — 7 min 17 s | Arbitrage : Kurmann Wirth Brunner Kehrli |
| Lukas Flüeler    | Gardiens                                                                                              | Lars Johansson   |                                   | Arbitrage : Kurmann Wirth Brunner Kehrli |
| 10 min           | Pénalités                                                                                             | 4 min            |                                   | Arbitrage : Kurmann Wirth Brunner Kehrli |
| 20               | Tirs                                                                                                  | 40               |                                   | Arbitrage : Kurmann Wirth Brunner Kehrli |

| 1er septembre 2013 | Adler Mannheim | 3-2 (2 pr) (2-0, 0-0, 0-2, 0-0, 1-0) | ERC Ingolstadt | Kolbenschmidt Arena, Heilbronn 1 547 spectateurs |

| Feuille de match | Feuille de match                                                                                   | Feuille de match    | Feuille de match                                                                     | Feuille de match         |
| ---------------- | -------------------------------------------------------------------------------------------------- | ------------------- | ------------------------------------------------------------------------------------ | ------------------------ |
|                  | Mauer (Plachta, Wagner) — 3 min 11 s (SN) Plachta (Lehoux, Wagner) — 12 min 4 s (2 SN) Lehoux (TP) | 1-0 2-0 2-1 2-2 3-2 | Laliberte (Périard, Ross) — 59 min 11 s (IN) Ficenec (Hahn, Laliberte) — 59 min 41 s | Arbitrage : Brill Oswald |
| Felix Brückmann  | Gardiens                                                                                           | Timo Pielmeier      |                                                                                      | Arbitrage : Brill Oswald |
| 58 min           | Pénalités                                                                                          | 56 min              |                                                                                      | Arbitrage : Brill Oswald |
| 40               | Tirs                                                                                               | 43                  |                                                                                      | Arbitrage : Brill Oswald |

| 5 septembre 2013 | ERC Ingolstadt | 5-2 (3-0, 1-1, 1-1) | HIFK | Saturn Arena, Ingolstadt 1 744 spectateurs |

| Feuille de match | Feuille de match | Feuille de match            | Feuille de match                                                                   | Feuille de match                           |
| ---------------- | --- | --------------------------- | ---------------------------------------------------------------------------------- | ------------------------------------------ |
|                  | Ross (Ficenec, Turnbull) — 6 min 19 s (SN) Conboy (Turnbull, Périard) — 13 min 19 s Sabolic — 13 min 59 s Gawlik (Périard, Ficenec) — 35 min 36 s (SN) Boucher (Hahn , Périard) — 42 min 1 s (SN) | 1-0 2-0 3-0 3-1 4-1 5-1 5-2 | Pakarinen (DeSantis) — 22 min 54 s Fata (Salmelainen, Puustinen) — 49 min 3 s (IN) | Arbitrage : Roland Aumüller Alfred Hascher |
| Markus Janka     | Gardiens | Brad Thiessen               |                                                                                    | Arbitrage : Roland Aumüller Alfred Hascher |
| 10 min           | Pénalités | 47 min                      |                                                                                    | Arbitrage : Roland Aumüller Alfred Hascher |
| 33               | Tirs | 27                          |                                                                                    | Arbitrage : Roland Aumüller Alfred Hascher |

| 5 septembre 2013 | Adler Mannheim | 1-2 (0-1, 0-0, 1-0, 0-1) | Jokerit | SAP Arena, Mannheim 6 214 spectateurs |

| Feuille de match | Feuille de match                           | Feuille de match | Feuille de match                                                 | Feuille de match               |
| ---------------- | ------------------------------------------ | ---------------- | ---------------------------------------------------------------- | ------------------------------ |
|                  | Plachta (Lehoux, Wagner) — 43 min 2 s (SN) | 0-1 1-1 1-2      | Lahti (Rita) — 14 min 58 s Väänänen (Kousa, Moses) — 60 min 59 s | Arbitrage : Brüggemann Daniels |
| Felix Brückmann  | Gardiens                                   | Leland Irving    |                                                                  | Arbitrage : Brüggemann Daniels |
| 2 min            | Pénalités                                  | 8 min            |                                                                  | Arbitrage : Brüggemann Daniels |
| 42               | Tirs                                       | 32               |                                                                  | Arbitrage : Brüggemann Daniels |

| 6 septembre 2013 | Frölunda Indians | 5-2 (1-0, 3-1, 1-1) | Färjestad BK | Scandinavium, Göteborg 7 828 spectateurs |

| Feuille de match | Feuille de match | Feuille de match            | Feuille de match                                                    | Feuille de match                         |
| ---------------- | --- | --------------------------- | ------------------------------------------------------------------- | ---------------------------------------- |
|                  | McGrath (Olimb, Johnson) — 13 min 21 s (SN) Collberg (Wennberg) — 24 min 46 s Johnson — 25 min 24 s Figren (Nilsson, Olimb) — 26 min 53 s Axelsson — 59 min 47 s (CV) | 1-0 2-0 3-0 4-0 4-1 4-2 5-2 | Åslund — 34 min 58 s (IN) Görtz (Belle, Lajunen) — 42 min 33 s (SN) | Arbitrage : Mikael Holm Morgan Johansson |
| Lars Johansson   | Gardiens | Fredrik Pettersson Wentzel  |                                                                     | Arbitrage : Mikael Holm Morgan Johansson |
| 18 min           | Pénalités | 68 min                      |                                                                     | Arbitrage : Mikael Holm Morgan Johansson |
| 39               | Tirs | 27                          |                                                                     | Arbitrage : Mikael Holm Morgan Johansson |

| 6 septembre 2013 | ZSC Lions | 3-2 (2-1, 0-0, 1-1) | EV Zoug | Kunsteisbahn Küsnacht, Küsnacht 1 050 spectateurs |

| Feuille de match | Feuille de match                                                                      | Feuille de match    | Feuille de match                                                | Feuille de match                            |
| ---------------- | ------------------------------------------------------------------------------------- | ------------------- | --------------------------------------------------------------- | ------------------------------------------- |
|                  | Künzle — 1 min 32 s Blindenbacher (Shannon, Keller) — 5 min 32 s Ķēniņš — 41 min 58 s | 1-0 2-0 2-1 3-1 3-2 | Christen (Hutchinson) — 11 min 19 s Christen — 52 min 44 s (SN) | Arbitrage : Eichmann Wiegand Dumoulin Zosso |
| Lukas Flüeler    | Gardiens                                                                              | Robin Kuonen        |                                                                 | Arbitrage : Eichmann Wiegand Dumoulin Zosso |
| 6 min            | Pénalités                                                                             | 10 min              |                                                                 | Arbitrage : Eichmann Wiegand Dumoulin Zosso |
| 42               | Tirs                                                                                  | 30                  |                                                                 | Arbitrage : Eichmann Wiegand Dumoulin Zosso |

| 7 septembre 2013 | Adler Mannheim | 3-2 (1-2, 2-0, 0-0) | HIFK | SAP Arena, Mannheim 5 479 spectateurs |

| Feuille de match | Feuille de match | Feuille de match    | Feuille de match                                                           | Feuille de match                |
| ---------------- | --- | ------------------- | -------------------------------------------------------------------------- | ------------------------------- |
|                  | Bittner (Buchwieser, Marcus Kink) — 17 min 14 s Mauer (Hecht, Reul) — 21 min 12 s Lehoux (Vernace, Hecht) — 23 min 46 s (SN) | 0-1 0-2 1-2 2-2 3-2 | Salmelainen (Pakarinen) — 6 min 1 s Elkins (DeSantis, Birch) — 11 min 21 s | Arbitrage : Zehetleitner Oswald |
| Dennis Endras    | Gardiens | Brad Thiessen       |                                                                            | Arbitrage : Zehetleitner Oswald |
| 12 min           | Pénalités | 20 min              |                                                                            | Arbitrage : Zehetleitner Oswald |
| 47               | Tirs | 25                  |                                                                            | Arbitrage : Zehetleitner Oswald |

| 7 septembre 2013 | Färjestad BK | 2-1 (0-0, 1-1, 1-0) | Frölunda Indians | Löfbergs Lila Arena, Karlstad 3 530 spectateurs |

| Feuille de match | Feuille de match                                     | Feuille de match | Feuille de match                           | Feuille de match                                                         |
| ---------------- | ---------------------------------------------------- | ---------------- | ------------------------------------------ | ------------------------------------------------------------------------ |
|                  | Belle — 32 min 19 s Nygård (Åberg) — 55 min 7 s (IN) | 0-1 1-1 2-1      | McGrath (Olimb, Figren) — 24 min 20 s (SN) | Arbitrage : Christer Lärking Marcus Linde Henrik Pihlblad Daniel Persson |
| Danny Taylor     | Gardiens                                             | Linus Fernström  |                                            | Arbitrage : Christer Lärking Marcus Linde Henrik Pihlblad Daniel Persson |
| 24 min           | Pénalités                                            | 12 min           |                                            | Arbitrage : Christer Lärking Marcus Linde Henrik Pihlblad Daniel Persson |
| 43               | Tirs                                                 | 29               |                                            | Arbitrage : Christer Lärking Marcus Linde Henrik Pihlblad Daniel Persson |

| 7 septembre 2013 | ERC Ingolstadt | 2-4 (0-1, 2-1, 0-2) | Jokerit | Saturn Arena, Ingolstadt 1 543 spectateurs |

| Feuille de match | Feuille de match                                                | Feuille de match        | Feuille de match | Feuille de match                       |
| ---------------- | --------------------------------------------------------------- | ----------------------- | --- | -------------------------------------- |
|                  | Gawlik (Hahn) — 20 min 58 s Hahn (Hambly, Gawlik) — 27 min 48 s | 0-1 1-1 2-1 2-2 2-3 2-4 | Hardt (Mustonen, Eronen) — 1 min 13 s Ben-Amor (Ruutu) — 28 min 21 s Moses — 56 min 32 s Mäki (Tyrväinen, Lahti) — 59 min 9 s (CV) | Arbitrage : Marcus Brill Stephan Bauer |
| Timo Pielmeier   | Gardiens                                                        | Kevin Lankinen          | | Arbitrage : Marcus Brill Stephan Bauer |
| 8 min            | Pénalités                                                       | 16 min                  | | Arbitrage : Marcus Brill Stephan Bauer |
| 26               | Tirs                                                            | 32                      | | Arbitrage : Marcus Brill Stephan Bauer |

| Clt   | Équipe         | PJ | V | VP | D | DP | BP | BC | Diff | Pts |
| ----- | -------------- | -- | - | -- | - | -- | -- | -- | ---- | --- |
| +001, | Färjestads BK  | 8  | 7 | 0  | 1 | 0  | 23 | 11 | +12  | 21  |
| +002, | Frölunda HC    | 8  | 5 | 0  | 2 | 1  | 32 | 17 | +15  | 16  |
| +003, | Jokerit        | 8  | 4 | 1  | 3 | 0  | 17 | 12 | +5   | 14  |
| +004, | Adler Mannheim | 8  | 3 | 2  | 2 | 1  | 21 | 21 | 0    | 14  |
| +005, | ZSC Lions      | 8  | 4 | 0  | 4 | 0  | 21 | 19 | +2   | 12  |
| +006, | ERC Ingolstadt | 8  | 3 | 0  | 4 | 1  | 22 | 25 | -3   | 10  |
| +007, | EV Zoug        | 8  | 1 | 1  | 6 | 0  | 14 | 30 | -16  | 5   |
| +008, | HIFK           | 8  | 1 | 0  | 6 | 1  | 16 | 31 | -15  | 4   |

- Qualifié pour les quarts de finale

### Division Nord
| 13 août 2013 | HC Škoda Plzeň | 2-5 (1-1, 0-3, 1-1) | Mountfield HK | CEZ Arena, Plzen 1 500 spectateurs |

| Feuille de match | Feuille de match                                                    | Feuille de match            | Feuille de match | Feuille de match                             |
| ---------------- | ------------------------------------------------------------------- | --------------------------- | --- | -------------------------------------------- |
|                  | Pletka (Duda, Sykora) — 12 min 28 s Jerabek (Kratena) — 56 min 20 s | 1-0 1-1 1-2 1-3 1-4 1-5 2-5 | Knotek (Mikus, Frühauf) — 14 min 42 s (SN) Podlesak (Mertl) — 30 min 45 s (IN) Kveton (Dej) — 34 min 33 s Skoda (Simanek) — 37 min Podlesak (Dej, Suja) — 45 min 16 s | Arbitrage : Sindler Svoboda Jelinek Suchanek |
| Lukas Mensator   | Gardiens                                                            | Pavel Kantor                | | Arbitrage : Sindler Svoboda Jelinek Suchanek |
| 14 min           | Pénalités                                                           | 14 min                      | | Arbitrage : Sindler Svoboda Jelinek Suchanek |
| 31               | Tirs                                                                | 29                          | | Arbitrage : Sindler Svoboda Jelinek Suchanek |

| 13 août 2013 | HC Kometa Brno | 0-4 (0-2, 0-2, 0-0) | EC Red Bull Salzbourg | Kajot Arena, Brno 2 658 spectateurs |

| Feuille de match | Feuille de match | Feuille de match | Feuille de match | Feuille de match                    |
| ---------------- | ---------------- | ---------------- | --- | ----------------------------------- |
|                  |                  | 0-1 0-2 0-3 0-4  | Komarek (Brucker) — 11 min 38 s Lynch (Latusa, Motzko) — 14 min 28 s Roe (Raffl, Kristler) — 19 min 30 s Latusa ( Komarek) — 23 min 19 s | Arbitrage : Cech Polak Klein Skopal |
| Martin Falter    | Gardiens         | Bernd Brückler   | | Arbitrage : Cech Polak Klein Skopal |
| 30 min           | Pénalités        | 20 min           | | Arbitrage : Cech Polak Klein Skopal |
| 20               | Tirs             | 25               | | Arbitrage : Cech Polak Klein Skopal |

| 13 août 2013 | Oulun Kärpät | 0-4 (0-1, 0-1, 0-2) | Eisbären Berlin | Oulun Energia Areena, Oulu 4 210 spectateurs |

| Feuille de match | Feuille de match | Feuille de match | Feuille de match | Feuille de match                     |
| ---------------- | ---------------- | ---------------- | --- | ------------------------------------ |
|                  |                  | 0-1 0-2 0-3 0-4  | Tallackson (Olver) — 6 min 55 s (IN) Braun (Christensen, Foy) — 21 min 49 s Olver (Busch, Tallackson) — 53 min 20 s Tallackson (Zepp) — 55 min 50 s () | Arbitrage : Vesa Keränen Joonas Kova |
| Jussi Rynnäs     | Gardiens         | Rob Zepp         | | Arbitrage : Vesa Keränen Joonas Kova |
| 8 min            | Pénalités        | 16 min           | | Arbitrage : Vesa Keränen Joonas Kova |
| 41               | Tirs             | 25               | | Arbitrage : Vesa Keränen Joonas Kova |

| 13 août 2013 | Luleå Hockey | 3-1 (1-0, 2-1, 0-0) | Hambourg Freezers | Coop Norrbotten Arena, Luleå 3 326 spectateurs |

| Feuille de match  | Feuille de match | Feuille de match | Feuille de match                              | Feuille de match                                                   |
| ----------------- | --- | ---------------- | --------------------------------------------- | ------------------------------------------------------------------ |
|                   | Klasen (Olausson, Mannberg) — 15 min 9 s Persson (Fransson) — 20 min 17 s Mannberg (Ch. Abbott, Cam Abbott) — 36 min 2 s | 1-0 2-0 3-0 3-1  | 36:13 Wolf (Festerling, Flaake) — 36 min 13 s | Arbitrage : Tobias Björk Linus Öhlund Emil Yletyinen Johannes Käck |
| Daniel Bellissimo | Gardiens | Niklas Treutle   |                                               | Arbitrage : Tobias Björk Linus Öhlund Emil Yletyinen Johannes Käck |
| 8 min             | Pénalités | 18 min           |                                               | Arbitrage : Tobias Björk Linus Öhlund Emil Yletyinen Johannes Käck |
| 29                | Tirs | 20               |                                               | Arbitrage : Tobias Björk Linus Öhlund Emil Yletyinen Johannes Käck |

| 15 août 2013 | Mountfield HK | 1-5 (0-1, 0-2, 1-2) | HC Kometa Brno | Zimní Stadion, Hradec Králové 1 328 spectateurs |

| Feuille de match | Feuille de match                           | Feuille de match        | Feuille de match | Feuille de match                   |
| ---------------- | ------------------------------------------ | ----------------------- | --- | ---------------------------------- |
|                  | Cerveny (Haluza, Vagner) — 59 min 2 s (SN) | 0-1 0-2 0-3 0-4 0-5 1-5 | T.Svoboda (en) (Nosek, J. Svoboda) — 3 min 58 s (SN) Burian (Kubos, Docekal) — 29 min 1 s (SN) T. Svoboda — 32 min 37 s (IN) Docekal — 42 min 32 s (IN) Koreis (Burian, Kubos) — 54 min 29 s | Arbitrage : Jan Hribik Petr Ulehla |
| Jaroslav Pavelka | Gardiens                                   | Marek Ciliak            | | Arbitrage : Jan Hribik Petr Ulehla |
| 10 min           | Pénalités                                  | 10 min                  | | Arbitrage : Jan Hribik Petr Ulehla |
| 25               | Tirs                                       | 28                      | | Arbitrage : Jan Hribik Petr Ulehla |

| 16 août 2013 | EC Red Bull Salzbourg | 2-3 (0-0, 1-3, 1-0) | HC Škoda Plzeň | Eisarena Salzbourg, Salzbourg 1 680 spectateurs |

| Feuille de match | Feuille de match                                                        | Feuille de match    | Feuille de match                                                                                             | Feuille de match                            |
| ---------------- | ----------------------------------------------------------------------- | ------------------- | --- | ------------------------------------------- |
|                  | Wahl (Roe, Raffl) — 37 min 37 s (SN) Motzko (Latusa) — 52 min 57 s (SN) | 0-1 0-2 1-2 1-3 2-3 | Novotny (Mozik, Bohac) — 25 min 48 s (IN) Petruska (Duda) — 27 min 44 s Lev (Kratena, Hanzlik) — 38 min 58 s | Arbitrage : Thomas Bernecker Roland Kellner |
| Luka Gračnar     | Gardiens                                                                | Matej Machovsky     | | Arbitrage : Thomas Bernecker Roland Kellner |
| 22 min           | Pénalités                                                               | 54 min              | | Arbitrage : Thomas Bernecker Roland Kellner |
| 35               | Tirs                                                                    | 33                  | | Arbitrage : Thomas Bernecker Roland Kellner |

| 17 août 2013 | Hambourg Freezers | 4-5 (1-2, 1-2, 2-1) | Oulun Kärpät | Eisarena Bremerhaven, Bremerhaven 2 300 spectateurs |

| Feuille de match | Feuille de match | Feuille de match                    | Feuille de match | Feuille de match               |
| ---------------- | --- | ----------------------------------- | --- | ------------------------------ |
|                  | Festerling (Wolf) — 4 min 30 s (SN) Bettauer (Pettinger, Jakobsen) — 26 min 45 s Pettinger ( Jakobsen, Rinke) — 55 min 26 s Festerling (Wolf) — 59 min 20 s | 1-0 1-1 1-2 2-2 2-3 2-4 2-5 3-5 4-5 | Kemppainen (Leskinen, Donskoi) — 9 min 20 s Kveton (Huml, Lehtonen) — 12 min 31 s (SN) Alikoski (Kemppainen) — 36 min 49 s (SN) Pyörälä (Maxwell, Ohtamaa) — 39 min 25 s Kemppainen (Ohtamaa, Pokka) — 48 min 16 s | Arbitrage : Schukies Steinecke |
| Niklas Treutle   | Gardiens | Tomi Karhunen                       | | Arbitrage : Schukies Steinecke |
| 10 min           | Pénalités | 8 min                               | | Arbitrage : Schukies Steinecke |
| 24               | Tirs | 21                                  | | Arbitrage : Schukies Steinecke |

| 17 août 2013 | Eisbären Berlin | 1-4 (0-1, 0-2, 1-1) | Luleå Hockey | O2 World, Berlin 6 100 spectateurs |

| Feuille de match | Feuille de match                       | Feuille de match    | Feuille de match | Feuille de match               |
| ---------------- | -------------------------------------- | ------------------- | --- | ------------------------------ |
|                  | Hördler (Talbot, Rankel) — 45 min 51 s | 0-1 0-2 0-3 1-3 1-4 | Kukan (Klasen, Olausson) — 9 min 28 s Persson (Abbott) — 25 min 5 s Ledin (Oskarsson, Hjelm) — 26 min 41 s Klasen (Skrbek, Olausson) — 53 min 38 s | Arbitrage : S. Klau C. Lenhart |
| Rob Zepp         | Gardiens                               | David Rautio        | | Arbitrage : S. Klau C. Lenhart |
| 20 min           | Pénalités                              | 18 min              | | Arbitrage : S. Klau C. Lenhart |
| 30               | Tirs                                   | 30                  | | Arbitrage : S. Klau C. Lenhart |

| 23 août 2013 | Mountfield HK | 1-2 (0-1, 1-0, 0-1) | Luleå Hockey | Zimní Stadion, Hradec Králové 1 098 spectateurs |

| Feuille de match | Feuille de match                      | Feuille de match  | Feuille de match                                                                              | Feuille de match                   |
| ---------------- | ------------------------------------- | ----------------- | --------------------------------------------------------------------------------------------- | ---------------------------------- |
|                  | Vrablik (Knotek) — 23 min 44 s (2 SN) | 0-1 1-1 1-2       | Klasen (Olausson, Forsberg) — 8 min 6 s (SN) Wallmark (Cam Abbott, Persson) — 53 min 6 s (SN) | Arbitrage : Jan Hribik Petr Ulehla |
| Ondrej Kacetl    | Gardiens                              | Daniel Bellissimo |                                                                                               | Arbitrage : Jan Hribik Petr Ulehla |
| 22 min           | Pénalités                             | 8 min             |                                                                                               | Arbitrage : Jan Hribik Petr Ulehla |
| 27               | Tirs                                  | 27                |                                                                                               | Arbitrage : Jan Hribik Petr Ulehla |

| 23 août 2013 | HC Kometa Brno | 5-2 (2-1, 3-1, 0-0) | Hambourg Freezers | Kajot Arena, Brno 2 630 spectateurs |

| Feuille de match | Feuille de match | Feuille de match            | Feuille de match                                 | Feuille de match                     |
| ---------------- | --- | --------------------------- | ------------------------------------------------ | ------------------------------------ |
|                  | Nosek (Kovacik, Cermak) — 5 min 19 s (2 SN) Zohorna (Kovacik, Cermak) — 13 min 35 s Cermak (Zohorna) — 20 min 52 s (IN) Cermak (Kovacik, Nosek) — 34 min 11 s (SN) Burian (Docekal, Koreis) — 34 min 42 s | 1-0 1-1 2-1 3-1 3-2 4-2 5-2 | Wolf — 13 min 13 s Wolf (Ejdepalm) — 30 min 43 s | Arbitrage : Cech Polak Jindra Skopal |
| Bernd Brückler   | Gardiens | Jussi Rynnäs                |                                                  | Arbitrage : Cech Polak Jindra Skopal |
| 16 min           | Pénalités | 28 min                      |                                                  | Arbitrage : Cech Polak Jindra Skopal |
| 34               | Tirs | 33                          |                                                  | Arbitrage : Cech Polak Jindra Skopal |

| 23 août 2013 | EC Red Bull Salzbourg | 3-2 (1-0, 1-1, 1-1) | Oulun Kärpät | Eisarena Salzbourg, Salzbourg 1 510 spectateurs |

| Feuille de match | Feuille de match                                                                                          | Feuille de match    | Feuille de match                                                   | Feuille de match                         |
| ---------------- | --- | ------------------- | ------------------------------------------------------------------ | ---------------------------------------- |
|                  | Boivin (Kristler, Heinrich) — 4 min 7 s Keith — 35 min 5 s (TP) Wahl (Brophey, Latusa) — 43 min 50 s (SN) | 1-0 2-0 2-1 3-1 3-2 | Lehtonen (Huml) — 38 min 57 s (SN) Ohtamaa (Donskoi) — 46 min 16 s | Arbitrage : Michael Graber Shane Warshaw |
| Bernd Brückler   | Gardiens                                                                                                  | Jussi Rynnäs        |                                                                    | Arbitrage : Michael Graber Shane Warshaw |
| 10 min           | Pénalités                                                                                                 | 12 min              |                                                                    | Arbitrage : Michael Graber Shane Warshaw |
| 33               | Tirs | 30                  |                                                                    | Arbitrage : Michael Graber Shane Warshaw |

| 24 août 2013 | HC Škoda Plzeň | 2-0 (2-0, 0-0, 0-0) | Eisbären Berlin | CEZ Arena, Plzen 2 500 spectateurs |

| Feuille de match | Feuille de match                                                 | Feuille de match     | Feuille de match | Feuille de match                        |
| ---------------- | ---------------------------------------------------------------- | -------------------- | ---------------- | --------------------------------------- |
|                  | Hanzlik (Kratena, Duda) — 8 min 14 s Lev (Hanzlik) — 16 min 21 s | 1-0 2-0              |                  | Arbitrage : Svoboda Hodek Brejcha Pesek |
| Matej Machovsky  | Gardiens                                                         | Mathias Niederberger |                  | Arbitrage : Svoboda Hodek Brejcha Pesek |
| 18 min           | Pénalités                                                        | 90 min               |                  | Arbitrage : Svoboda Hodek Brejcha Pesek |
| 38               | Tirs                                                             | 28                   |                  | Arbitrage : Svoboda Hodek Brejcha Pesek |

| 25 août 2013 | Mountfield HK | 2-3 (0-2, 1-1, 1-0) | Oulun Kärpät | Zimní Stadion, Hradec Králové 1 519 spectateurs |

| Feuille de match | Feuille de match                                                             | Feuille de match    | Feuille de match | Feuille de match                   |
| ---------------- | ---------------------------------------------------------------------------- | ------------------- | --- | ---------------------------------- |
|                  | Dej (Vydareny, Simanek) — 22 min 58 s (SN) Dej (Skoda, Tvrdik) — 59 min 30 s | 0-1 0-2 1-2 1-3 2-3 | Pokka (Lehtonen, Maxwell) — 9 min 45 s (2 SN) Pyörälä (Junttila, Maxwell) — 16 min 6 s Pyörälä (Junttila, Pokka) — 34 min 2 s (SN) | Arbitrage : Jan Hribik Petr Ulehla |
| Pavel Kantor     | Gardiens                                                                     | Tomi Karhunen       | | Arbitrage : Jan Hribik Petr Ulehla |
| 12 min           | Pénalités                                                                    | 6 min               | | Arbitrage : Jan Hribik Petr Ulehla |
| 33               | Tirs                                                                         | 28                  | | Arbitrage : Jan Hribik Petr Ulehla |

| 25 août 2013 | HC Kometa Brno | 2-1 (2 pr) (1-0, 0-0, 0-1, 0-0, 1-0) | Eisbären Berlin | Kajot Arena, Brno 2 625 spectateurs |

| Feuille de match | Feuille de match                                      | Feuille de match | Feuille de match                   | Feuille de match                      |
| ---------------- | ----------------------------------------------------- | ---------------- | ---------------------------------- | ------------------------------------- |
|                  | Jenys (Nemec, Dujsik) — 16 min 57 s Svoboda (en) (TP) | 1-0 1-1 2-1      | T. J. Mulock (Rankel) — 59 min 7 s | Arbitrage : Polak Homola Skopal Cerny |
| Marek Ciliak     | Gardiens                                              | Sebastian Elwing |                                    | Arbitrage : Polak Homola Skopal Cerny |
| 14 min           | Pénalités                                             | 48 min           |                                    | Arbitrage : Polak Homola Skopal Cerny |
| 44               | Tirs                                                  | 27               |                                    | Arbitrage : Polak Homola Skopal Cerny |

| 25 août 2013 | EC Red Bull Salzbourg | 4-3 (2 pr) (0-1, 1-1, 2-1, 0-0, 1-0) | Luleå Hockey | Eisarena Salzbourg, Salzbourg 1 020 spectateurs |

| Feuille de match | Feuille de match | Feuille de match            | Feuille de match                                                                                                  | Feuille de match         |
| ---------------- | --- | --------------------------- | --- | ------------------------ |
|                  | Raffl (Roe) — 4 min 44 s Brophey (Latusa, Heinrich) — 47 min 34 s Brophey (Latusa, Keith) — 58 min 14 s Komarek (TP) | 0-1 1-1 1-2 1-3 2-3 3-3 4-3 | Hjelm (Skrbek) — 7 min 47 s (SN) Forsberg ( Hjelm, Olausson) — 27 min 31 s Klasen (Kukan, Olausson) — 40 min 42 s | Arbitrage : Kaspar Veith |
| Bernd Brückler   | Gardiens | David Rautio                | | Arbitrage : Kaspar Veith |
| 8 min            | Pénalités | 12 min                      | | Arbitrage : Kaspar Veith |
| 37               | Tirs | 37                          | | Arbitrage : Kaspar Veith |

| 25 août 2013 | HC Škoda Plzeň | 3-2 (2 pr) (0-1, 2-1, 0-0, 0-0, 1-0) | Hamburg Freezers | CEZ Arena, Plzen 1 500 spectateurs |

| Feuille de match | Feuille de match                                                                     | Feuille de match    | Feuille de match                                                            | Feuille de match                          |
| ---------------- | ------------------------------------------------------------------------------------ | ------------------- | --------------------------------------------------------------------------- | ----------------------------------------- |
|                  | Pletka (Duda, Slovak) — 21 min 42 s (SN) Petruska (Sykora) — 37 min 4 s Kratena (TP) | 0-1 1-1 1-2 2-2 3-2 | Madsen (Dupuis, Ejdepalm) — 7 min 27 s (SN) Cabana (Jakobsen) — 31 min 24 s | Arbitrage : Svoboda Sindler Jelinek Pesek |
| Lukas Mensator   | Gardiens                                                                             | Jonas Langmann      |                                                                             | Arbitrage : Svoboda Sindler Jelinek Pesek |
| 14 min           | Pénalités                                                                            | 12 min              |                                                                             | Arbitrage : Svoboda Sindler Jelinek Pesek |
| 33               | Tirs                                                                                 | 41                  |                                                                             | Arbitrage : Svoboda Sindler Jelinek Pesek |

| 30 août 2013 | Oulun Kärpät | 1-3 (0-1, 1-0, 0-2) | HC Škoda Plzeň | Oulun Energia Areena, Oulu 3 580 spectateurs |

| Feuille de match | Feuille de match                      | Feuille de match | Feuille de match                                                                                     | Feuille de match                     |
| ---------------- | ------------------------------------- | ---------------- | --- | ------------------------------------ |
|                  | Pyörälä (Pokka, Rynnäs) — 36 min 37 s | 0-1 1-1 1-2 1-3  | Kratena (Pletka) — 16 min 48 s Sykora (Slovak, Hanzlik) — 54 min 39 s Kratena — 18 min 9 s (IN + CV) | Arbitrage : Vesa Keränen Joonas Kova |
| Jussi Rynnäs     | Gardiens                              | Lukas Mensator   | | Arbitrage : Vesa Keränen Joonas Kova |
| 10 min           | Pénalités                             | 16 min           | | Arbitrage : Vesa Keränen Joonas Kova |
| 28               | Tirs                                  | 16               | | Arbitrage : Vesa Keränen Joonas Kova |

| 30 août 2013 | Luleå Hockey | 5-1 (3-0, 1-1, 1-0) | HC Kometa Brno | Coop Norrbotten Arena, Luleå 3 545 spectateurs |

| Feuille de match  | Feuille de match | Feuille de match        | Feuille de match                                    | Feuille de match                                                  |
| ----------------- | --- | ----------------------- | --------------------------------------------------- | ----------------------------------------------------------------- |
|                   | Persson (Ch. Abbott, Hedman) — 4 min 1 s (SN) Cam Abbott (Ch. Abbott, Persson) — 10 min 14 s (SN) Ledin (Oskarsson, Olausson) — 10 min 43 s Ledin (Sandström, Forsberg) — 29 min 1 s (SN) Olausson (Jonsson, Forsberg) — 49 min 41 s | 1-0 2-0 3-0 4-0 4-1 5-1 | Svoboda (en) (Cermak, Kovacik) — 36 min 48 s (2 SN) | Arbitrage : Linus Öhlund Mikael Holm Jan Sandström Emil Yletyinen |
| Daniel Bellissimo | Gardiens | Jiri Trvaj              |                                                     | Arbitrage : Linus Öhlund Mikael Holm Jan Sandström Emil Yletyinen |
| 10 min            | Pénalités | 30 min                  |                                                     | Arbitrage : Linus Öhlund Mikael Holm Jan Sandström Emil Yletyinen |
| 20                | Tirs | 22                      |                                                     | Arbitrage : Linus Öhlund Mikael Holm Jan Sandström Emil Yletyinen |

| 30 août 2013 | Eisbären Berlin | 4-1 (0-0, 3-0, 1-1) | Mountfield HK | Wellblechpalast, Berlin 3 100 spectateurs |

| Feuille de match | Feuille de match | Feuille de match    | Feuille de match                       | Feuille de match                 |
| ---------------- | --- | ------------------- | -------------------------------------- | -------------------------------- |
|                  | Olver — 59 s (TP) Hördler (T. J. Mulock, Rankel) — 24 min 23 s Braun (T. J. Mulock, Hördler) — 27 min 24 s (SN) Busch ( Olver, Tallackson) — 33 min 55 s (SN) | 1-0 2-0 3-0 3-1 4-1 | Svihalek (Marek, Ptacek) — 47 min 58 s | Arbitrage : L.Brüggemann St.Klau |
| Rob Zepp         | Gardiens | Ondrej Kacetl       |                                        | Arbitrage : L.Brüggemann St.Klau |
| 6 min            | Pénalités | 12 min              |                                        | Arbitrage : L.Brüggemann St.Klau |
| 21               | Tirs | 46                  |                                        | Arbitrage : L.Brüggemann St.Klau |

| 30 août 2013 | Hambourg Freezers | 5-0 (1-0, 2-0, 2-0) | EC Red Bull Salzbourg | SE Arena, Vojens (Danemark) 1 600 spectateurs |

| Feuille de match | Feuille de match | Feuille de match    | Feuille de match | Feuille de match                                                      |
| ---------------- | --- | ------------------- | ---------------- | --------------------------------------------------------------------- |
|                  | Pettinger (Ejdepalm, Bettauer) — 10 min 16 s Festerling (Cabana) — 24 min 25 s (IN) Oppenheimer (Dupuis, Jakobsen) — 32 min 35 s (2 SN) Madsen (Schubert, Pettinger) — 55 min 42 s Dupuis (Jakobsen) — 59 min 18 s | 1-0 2-0 3-0 4-0 5-0 |                  | Arbitrage : Jacob Grumsen Sören Reiss Patrik Zilinski Morten Agertoft |
| Niklas Treutle   | Gardiens | Luka Gracnar        |                  | Arbitrage : Jacob Grumsen Sören Reiss Patrik Zilinski Morten Agertoft |
| 31 min           | Pénalités | 37 min              |                  | Arbitrage : Jacob Grumsen Sören Reiss Patrik Zilinski Morten Agertoft |
| 36               | Tirs | 36                  |                  | Arbitrage : Jacob Grumsen Sören Reiss Patrik Zilinski Morten Agertoft |

| 31 août 2013 | Oulun Kärpät | 2-1 (1-0, 0-0, 1-1) | HC Kometa Brno | Oulun Energia Areena, Oulu 3 021 spectateurs |

| Feuille de match | Feuille de match                                                                | Feuille de match | Feuille de match                       | Feuille de match                     |
| ---------------- | ------------------------------------------------------------------------------- | ---------------- | -------------------------------------- | ------------------------------------ |
|                  | Leskinen (Vallin, Huml) — 18 min 32 s Pyörälä (Junttila, Maxwell) — 44 min 45 s | 1-0 2-0 2-1      | Docekal (Burian, Koreis) — 47 min 48 s | Arbitrage : Vesa Keränen Joonas Kova |
| Tomi Karhunen    | Gardiens                                                                        | Marek Ciliak     |                                        | Arbitrage : Vesa Keränen Joonas Kova |
| 10 min           | Pénalités                                                                       | 8 min            |                                        | Arbitrage : Vesa Keränen Joonas Kova |
| 38               | Tirs                                                                            | 23               |                                        | Arbitrage : Vesa Keränen Joonas Kova |

| 31 août 2013 | Luleå Hockey | 1-0 (0-0, 1-0, 0-0) | HC Škoda Plzeň | Coop Norrbotten Arena, Luleå 3 623 spectateurs |

| Feuille de match | Feuille de match                               | Feuille de match | Feuille de match | Feuille de match                                                  |
| ---------------- | ---------------------------------------------- | ---------------- | ---------------- | ----------------------------------------------------------------- |
|                  | Persson (Olausson, Hjelm) — 27 min 18 s (2 SN) | 1-0              |                  | Arbitrage : Linus Öhlund Mikael Holm Jan Sandström Emil Yletyinen |
| David Rautio     | Gardiens                                       | Matej Machovsky  |                  | Arbitrage : Linus Öhlund Mikael Holm Jan Sandström Emil Yletyinen |
| 8 min            | Pénalités                                      | 38 min           |                  | Arbitrage : Linus Öhlund Mikael Holm Jan Sandström Emil Yletyinen |
| 31               | Tirs                                           | 18               |                  | Arbitrage : Linus Öhlund Mikael Holm Jan Sandström Emil Yletyinen |

| 1er septembre 2013 | Hambourg Freezers | 2-5 (0-2, 0-2, 2-1) | Mountfield HK | Eissporthalle Farmsen, Hambourg 1 623 spectateurs |

| Feuille de match | Feuille de match                                              | Feuille de match            | Feuille de match | Feuille de match                                       |
| ---------------- | ------------------------------------------------------------- | --------------------------- | --- | ------------------------------------------------------ |
|                  | Madsen (Dupuis) — 53 min 47 s Jakobsen (Dupuis) — 54 min 51 s | 0-1 0-2 0-3 0-4 1-4 2-4 2-5 | Suja (Rousek) — 7 min 30 s Marek (Mikus) — 17 min 14 s Kveton (Planek) — 27 min 37 s (SN) Langhammer — 35 min 4 s Kveton — 55 min 10 s | Arbitrage : Sven Fischer Steffen Klau Gemeinhardt Ratz |
| Jonas Langmann   | Gardiens                                                      | Pavel Kantor                | | Arbitrage : Sven Fischer Steffen Klau Gemeinhardt Ratz |
| 8 min            | Pénalités                                                     | 12 min                      | | Arbitrage : Sven Fischer Steffen Klau Gemeinhardt Ratz |
| 44               | Tirs                                                          | 20                          | | Arbitrage : Sven Fischer Steffen Klau Gemeinhardt Ratz |

| 1er septembre 2013 | Eisbären Berlin | 5-4 (0-1, 2-2, 3-1) | EC Red Bull Salzbourg | Wellblechpalast, Berlin 3 700 spectateurs |

| Feuille de match | Feuille de match | Feuille de match                    | Feuille de match | Feuille de match                 |
| ---------------- | --- | ----------------------------------- | --- | -------------------------------- |
|                  | Tallackson (Busch, Sharrow) — 27 min 29 s (SN) L. Braun (T.J. Mulock, Rankel) — 39 min 29 s (SN) T.J. Mulock (Olver) — 43 min 40 s L. Braun (Tallackson, Olver) — 45 min 7 s (SN) Tallackson — 59 min 41 s | 0-1 1-1 1-2 1-3 2-3 3-3 4-3 4-4 5-4 | Wahl (Milam, Komarek) — 7 min 27 s Latusa (Motzko, Heinrich) — 32 min 7 s (2 SN) Roe (Heinrich) — 36 min 45 s (2 SN) Welser (Komarek, Raffl) — 57 min 10 s | Arbitrage : C.Lehnart G.Jakublov |
| Rob Zepp         | Gardiens | Luka Gračnar                        | | Arbitrage : C.Lehnart G.Jakublov |
| 22 min           | Pénalités | 51 min                              | | Arbitrage : C.Lehnart G.Jakublov |
| 31               | Tirs | 40                                  | | Arbitrage : C.Lehnart G.Jakublov |

| 6 septembre 2013 | Mountfield HK | 4-5 (1-1, 3-2, 0-2) | EC Red Bull Salzbourg | Budvar Arena, České Budějovice 676 spectateurs |

| Feuille de match | Feuille de match | Feuille de match                    | Feuille de match | Feuille de match                     |
| ---------------- | --- | ----------------------------------- | --- | ------------------------------------ |
|                  | Dej (Knotek, Simanek) — 3 min 19 s (SN) Suja (Podlesak) — 24 min 54 s Frühauf ( Simanek) — 31 min 6 s (SN) Simanek (Mikus, Knotek) — 38 min 25 s | 1-0 1-1 2-1 2-2 3-2 3-3 3-4 4-4 4-5 | Latusa — 18 min 8 s Wahl — 28 min 1 s Milam — 37 min 54 s Heinrich (Milam) — 42 min 57 s Latusa (Mühlstein) — 46 min 13 s | Arbitrage : Pavel Hodek Martin Frano |
| Ondrej Kacetl    | Gardiens | Luka Gračnar                        | | Arbitrage : Pavel Hodek Martin Frano |
| 2 min            | Pénalités | 8 min                               | | Arbitrage : Pavel Hodek Martin Frano |
| 41               | Tirs | 27                                  | | Arbitrage : Pavel Hodek Martin Frano |

| 6 septembre 2013 | HC Kometa Brno | 3-2 (2 pr) (1-1, 0-1, 1-0, 0-0, 1-0) | HC Škoda Plzeň | Kajot Arena, Brno 2 360 spectateurs |

| Feuille de match | Feuille de match                                                                                   | Feuille de match    | Feuille de match                                | Feuille de match                       |
| ---------------- | -------------------------------------------------------------------------------------------------- | ------------------- | ----------------------------------------------- | -------------------------------------- |
|                  | Koreis (Svoboda, Nosek) — 13 min 14 s (2 SN) Kempny (Nosek, Svoboda) — 38 min 37 s (SN) Nemec (TP) | 0-1 1-1 2-1 2-2 3-2 | Straka (Duda) — 20 s Duda (Frolo) — 59 min 25 s | Arbitrage : Jerabek Cech Skopal Jindra |
| Jiri Trvaj       | Gardiens                                                                                           | Matej Machovsky     |                                                 | Arbitrage : Jerabek Cech Skopal Jindra |
| 16 min           | Pénalités                                                                                          | 16 min              |                                                 | Arbitrage : Jerabek Cech Skopal Jindra |
| 27               | Tirs                                                                                               | 25                  |                                                 | Arbitrage : Jerabek Cech Skopal Jindra |

| 6 septembre 2013 | Oulun Kärpät | 6-2 (0-1, 3-0, 3-1) | Luleå Hockey | Oulun Energia Areena, Oulu 3 010 spectateurs |

| Feuille de match | Feuille de match | Feuille de match                | Feuille de match                                                               | Feuille de match                          |
| ---------------- | --- | ------------------------------- | ------------------------------------------------------------------------------ | ----------------------------------------- |
|                  | Vallin — 26 min 21 s Huml (Kemppainen, Donskoi) — 27 min 4 s Alikoski (Lehtonen, Komulainen) — 28 min 47 s Manninen (Pyörälä, Junttila) — 43 min 46 s Viuhkola (Donskoi, Lehtonen) — 48 min 13 s (SN) Keränen (Kemppainen) — 59 min 35 s (IN) | 0-1 1-1 2-1 3-1 4-1 5-1 5-2 6-2 | Hedman (Fabricius) — 2 min 6 s Hjelm (Ch. Abbott, Olausson) — 51 min 13 s (SN) | Arbitrage : Vesa Keränen Tuomo Sorakangas |
| Tomi Karhunen    | Gardiens | Daniel Bellissimo               |                                                                                | Arbitrage : Vesa Keränen Tuomo Sorakangas |
| 20 min           | Pénalités | 37 min                          |                                                                                | Arbitrage : Vesa Keränen Tuomo Sorakangas |
| 24               | Tirs | 28                              |                                                                                | Arbitrage : Vesa Keränen Tuomo Sorakangas |

| 6 septembre 2013 | Eisbären Berlin | 4-6 (1-3, 3-2, 0-1) | Hambourg Freezers | 02 World Berlin, Berlin 5 600 spectateurs |

| Feuille de match | Feuille de match | Feuille de match                        | Feuille de match | Feuille de match                    |
| ---------------- | --- | --------------------------------------- | --- | ----------------------------------- |
|                  | T. J. Mulock (Braun, Schlenker) — 17 s Weiß (Christensen) — 26 min 32 s Lalonde (Busch) — 36 min 31 s (SN) Olver (Hördler, Lalonde) — 37 min 24 s | 1-0 1-1 1-2 1-3 1-4 2-4 3-4 4-4 4-5 4-6 | Madsen (Mitchell, Dupuis) — 4 min 24 s (SN) Ejdepalm ( Dupuis, Nielsen) — 17 min 9 s Krämmer (Cabana, Festerling) — 18 min 23 s Madsen ( Dupuis, Pettinger) — 20 min 53 s (SN) Madsen (Mitchell, Walter) — 38 min 28 s Dupuis (Pettinger, Schubert) — 59 min 17 s (SN) | Arbitrage : L.Brüggemann M.Rohatsch |
| Rob Zepp         | Gardiens | Niklas Treutle                          | | Arbitrage : L.Brüggemann M.Rohatsch |
| 12 min           | Pénalités | 14 min                                  | | Arbitrage : L.Brüggemann M.Rohatsch |
| 33               | Tirs | 35                                      | | Arbitrage : L.Brüggemann M.Rohatsch |

| 8 septembre 2013 | Hambourg Freezers | 6-2 (1-1, 5-0, 0-1) | Eisbären Berlin | O2 World Hamburg, Hambourg 6 057 spectateurs |

| Feuille de match | Feuille de match | Feuille de match                | Feuille de match                                                                    | Feuille de match                                         |
| ---------------- | --- | ------------------------------- | ----------------------------------------------------------------------------------- | -------------------------------------------------------- |
|                  | Cabana (Festerling) — 7 min 53 s Madsen (Nielsen) — 21 min 13 s Madsen (Pettinger, Mitchell) — 24 min 43 s Wolf (Cabana, Schubert) — 33 min 15 s Dupuis (Wolf, Westcott) — 35 min 21 s Jakobsen (Dupuis, Cabana) — 38 min 48 s | 1-0 1-1 2-1 3-1 4-1 5-1 6-1 6-2 | Haase (Olver, Busch) — 14 min 30 s Trivellato (Tallackson, Busch) — 56 min 2 s (SN) | Arbitrage : G. Jablukov J. Steinecke S. Hunnius M. Höfer |
| Niklas Treutle   | Gardiens | Sebastian Elwing                |                                                                                     | Arbitrage : G. Jablukov J. Steinecke S. Hunnius M. Höfer |
| 49 min           | Pénalités | 20 min                          |                                                                                     | Arbitrage : G. Jablukov J. Steinecke S. Hunnius M. Höfer |
| 29               | Tirs | 37                              |                                                                                     | Arbitrage : G. Jablukov J. Steinecke S. Hunnius M. Höfer |

| 8 septembre 2013 | Luleå Hockey | 2-0 (1-0, 0-0, 1-0) | Oulun Kärpät | Coop Norrbotten Arena, Luleå 3 769 spectateurs |

| Feuille de match | Feuille de match                                                                                   | Feuille de match | Feuille de match | Feuille de match                                                  |
| ---------------- | -------------------------------------------------------------------------------------------------- | ---------------- | ---------------- | ----------------------------------------------------------------- |
|                  | Ch. Abbott (Gunnarsson, Wallmark) — 12 min 34 s (SN) Hjelm (Fransson, Forsberg) — 41 min 41 s (SN) | 1-0 2-0          |                  | Arbitrage : Tobias Björk Linus Öhlund Emil Yleyinen Jan Sandström |
| David Rautio     | Gardiens                                                                                           | Jussi Rynnäs     |                  | Arbitrage : Tobias Björk Linus Öhlund Emil Yleyinen Jan Sandström |
| 16 min           | Pénalités                                                                                          | 28 min           |                  | Arbitrage : Tobias Björk Linus Öhlund Emil Yleyinen Jan Sandström |
| 26               | Tirs                                                                                               | 11               |                  | Arbitrage : Tobias Björk Linus Öhlund Emil Yleyinen Jan Sandström |

| 8 septembre 2013 | EC Red Bull Salzbourg | 4-1 (1-1, 2-0, 1-0) | Mountfield HK | Eisarena Salzbourg, Salzbourg 1 220 spectateurs |

| Feuille de match | Feuille de match | Feuille de match    | Feuille de match       | Feuille de match                                                              |
| ---------------- | --- | ------------------- | ---------------------- | ----------------------------------------------------------------------------- |
|                  | Cullen (Mühlstein, Boivin) — 10 min 40 s Kristler (Lynch, Hofer) — 27 min 28 s Kristler (Cullen, Mühlstein) — 37 min 44 s Kristler (Hofer) — 57 min 29 s (CV) | 1-0 1-1 2-1 3-1 4-1 | Podlesak — 11 min 33 s | Arbitrage : Thomas Bernecker Roland Kellner Oskar Johnston Michael Hofstätter |
| Luka Gračnar     | Gardiens | Pavel Kantor        |                        | Arbitrage : Thomas Bernecker Roland Kellner Oskar Johnston Michael Hofstätter |
| 6 min            | Pénalités | 10 min              |                        | Arbitrage : Thomas Bernecker Roland Kellner Oskar Johnston Michael Hofstätter |
| 31               | Tirs | 31                  |                        | Arbitrage : Thomas Bernecker Roland Kellner Oskar Johnston Michael Hofstätter |

| 8 septembre 2013 | HC Škoda Plzeň | 2-3 (pr) (1-0, 0-2, 1-0, 0-1) | HC Kometa Brno | CEZ Arena Plzen, Plzen 1 500 spectateurs |

| Feuille de match | Feuille de match                                                         | Feuille de match    | Feuille de match                                                                                  | Feuille de match                  |
| ---------------- | ------------------------------------------------------------------------ | ------------------- | ------------------------------------------------------------------------------------------------- | --------------------------------- |
|                  | Schleiss (Pitule, Dvorak) — 5 min 45 s Mozik (Sykora) — 54 min 14 s (SN) | 1-0 1-1 1-2 2-2 2-3 | Pivko (Hanzlik, Cermak) — 24 min 27 s Cermak (Pivko) — 27 min 26 s Kempny (Docekal) — 60 min 59 s | Arbitrage : Sindler Jelinek Pesek |
| Lukas Mensator   | Gardiens                                                                 | Marek Ciliak        |                                                                                                   | Arbitrage : Sindler Jelinek Pesek |
| 8 min            | Pénalités                                                                | 16 min              |                                                                                                   | Arbitrage : Sindler Jelinek Pesek |
| 32               | Tirs                                                                     | 33                  |                                                                                                   | Arbitrage : Sindler Jelinek Pesek |

| Clt   | Équipe                | PJ | V | VP | D | DP | BP | BC | Diff | Pts |
| ----- | --------------------- | -- | - | -- | - | -- | -- | -- | ---- | --- |
| +001, | Luleå HF              | 8  | 6 | 0  | 1 | 1  | 22 | 14 | +8   | 19  |
| +002, | EC Red Bull Salzbourg | 8  | 4 | 1  | 3 | 0  | 26 | 23 | +3   | 14  |
| +003, | HC Plzeň 1929         | 8  | 3 | 1  | 2 | 2  | 17 | 17 | 0    | 13  |
| +004, | HC Kometa Brno        | 8  | 2 | 3  | 3 | 0  | 20 | 19 | +1   | 12  |
| +005, | Kärpät Oulu           | 8  | 4 | 0  | 4 | 0  | 19 | 21 | -2   | 12  |
| +006, | Hambourg Freezers     | 8  | 3 | 0  | 4 | 1  | 28 | 27 | +1   | 10  |
| +007, | Eisbären Berlin       | 8  | 3 | 0  | 4 | 1  | 21 | 25 | -4   | 10  |
| +008, | Mountfield HK         | 8  | 2 | 0  | 6 | 0  | 20 | 27 | -7   | 6   |

- Qualifié pour les quarts de finale

### Division Sud
| 6 août 2013 | Piráti Chomutov | 1-6 (0-1, 1-2, 0-3) | HC Sparta Prague | SD aréna, Chomutov 2 787 spectateurs |

| Feuille de match  | Feuille de match                   | Feuille de match            | Feuille de match | Feuille de match                   |
| ----------------- | ---------------------------------- | --------------------------- | --- | ---------------------------------- |
|                   | Mainer (Rygl, Racuk) — 33 min 52 s | 0-1 0-2 0-3 1-3 1-4 1-5 1-6 | Kumstat (Svrcek) — 6 min 11 s Pech (Sicak) — 20 min 15 s Buchtele (Pribyl) — 27 min 57 s Pribyl (Ton, Sicak) — 50 min 31 s (SN) Rolinek (Pech, Kumstat) — 52 min 17 s (SN) Piskacek (Pech, Rolinek) — 54 min 5 s | Arbitrage : Hlinka Danylets Krejza |
| Miroslav Hanuljak | Gardiens                           | Filip Novotny               | | Arbitrage : Hlinka Danylets Krejza |
| 16 min            | Pénalités                          | 10 min                      | | Arbitrage : Hlinka Danylets Krejza |
| 23                | Tirs                               | 36                          | | Arbitrage : Hlinka Danylets Krejza |

| 9 août 2013 | HC Slovan Bratislava | 6-2 (3-0, 3-1, 0-1) | Vienna Capitals | Slovnaft Arena, Bratislava 8 090 spectateurs |

| Feuille de match | Feuille de match | Feuille de match                | Feuille de match                                                     | Feuille de match                                                      |
| ---------------- | --- | ------------------------------- | -------------------------------------------------------------------- | --------------------------------------------------------------------- |
|                  | Sersen (Sigalet, Miklik) — 6 min (2 SN) Sersen (Miklik, Skoula) — 8 min 47 s (SN) Stastny (Mikus) — 19 min 46 s Mraz — 22 min 12 s Bartovič (Skoula, Netik) — 34 min 31 s (SN) Hudacek (Sigalet, Datelinka) — 39 min 10 s | 1-0 2-0 3-0 4-0 4-1 5-1 6-1 6-2 | Schlacher — 27 min 21 s (IN) Ouellette (Veideman) — 51 min 20 s (SN) | Arbitrage : Vladimir Baluska Vladimir Goga Jozef Tvrdon Michal Orolin |
| Miroslav Kopriva | Gardiens | Matt Zaba                       |                                                                      | Arbitrage : Vladimir Baluska Vladimir Goga Jozef Tvrdon Michal Orolin |
| 28 min           | Pénalités | 55 min                          |                                                                      | Arbitrage : Vladimir Baluska Vladimir Goga Jozef Tvrdon Michal Orolin |
| 35               | Tirs | 29                              |                                                                      | Arbitrage : Vladimir Baluska Vladimir Goga Jozef Tvrdon Michal Orolin |

| 13 août 2013 | Piráti Chomutov | 5-4 (pr) (1-2, 2-0, 1-2, 1-0) | Vienna Capitals | SD ARENA, Chomutov 2 281 spectateurs |

| Feuille de match | Feuille de match | Feuille de match                    | Feuille de match | Feuille de match                        |
| ---------------- | --- | ----------------------------------- | --- | --------------------------------------- |
|                  | Svoboda (Balej, Malec) — 17 min 54 s (SN) Pulpan — 23 min 10 s Sikora (Hrebejk) — 26 min 29 s (IN) Svoboda (Kus, Malec) — 26 min 29 s (IN) Svoboda (Balej, Mrazek) — 62 min 4 s (SN) | 0-1 0-2 1-2 2-2 3-2 3-3 3-4 4-4 5-4 | Gratton (Ferland, Schlacher) — 11 min 53 s (SN) Ferland (Gratton, Matheson) — 12 min 54 s (SN) Gratton (Ferland) — 47 min 12 s (SN) Schlacher (Keller, Schiechl) — 47 min 39 s | Arbitrage : Frano Hodek Lhotsky Svoboda |
| Jan Strmen       | Gardiens | David Kickert                       | | Arbitrage : Frano Hodek Lhotsky Svoboda |
| 30 min           | Pénalités | 24 min                              | | Arbitrage : Frano Hodek Lhotsky Svoboda |
| 42               | Tirs | 24                                  | | Arbitrage : Frano Hodek Lhotsky Svoboda |

| 13 août 2013 | Sparta Prague | 3-2 (2 pr) (0-0, 1-0, 1-2, 0-0, 1-0) | HC Slovan Bratislava | Slovnaft Arena, Bratislava 10 055 spectateurs |

| Feuille de match | Feuille de match                                                    | Feuille de match    | Feuille de match                                                 | Feuille de match          |
| ---------------- | ------------------------------------------------------------------- | ------------------- | ---------------------------------------------------------------- | ------------------------- |
|                  | Sicak (Kubat, Rolinek) — 37 min 38 s Pilař — 59 min 11 s Pilar (TP) | 1-0 1-1 1-2 2-2 3-2 | Bartovič (Netik) — 43 min 45 s Vondrka (Kukumberg) — 44 min 40 s | Arbitrage : Baluska Stano |
| Tomas Pöpperle   | Gardiens                                                            | Jaroslav Janus      |                                                                  | Arbitrage : Baluska Stano |
| 12 min           | Pénalités                                                           | 2 min               |                                                                  | Arbitrage : Baluska Stano |
| 37               | Tirs                                                                | 32                  |                                                                  | Arbitrage : Baluska Stano |

| 13 août 2013 | JYP | 2-1 (1-1, 1-0, 0-0) | HV71 | Synergia-areena, Jyväskylä 2 555 spectateurs |

| Feuille de match | Feuille de match                                                              | Feuille de match | Feuille de match                           | Feuille de match                           |
| ---------------- | ----------------------------------------------------------------------------- | ---------------- | ------------------------------------------ | ------------------------------------------ |
|                  | Wärn (Lahti, Auvitu) — 16 min 58 s Sammalmaa (Salonen, Hubacek) — 25 min 51 s | 0-1 1-1 2-1      | Lindström (Holzapfel, Nilson) — 8 min 56 s | Arbitrage : Petri Lindqvist Jukka Pelkonen |
| Tuomas Tarkki    | Gardiens                                                                      | Jonas Gunnarsson |                                            | Arbitrage : Petri Lindqvist Jukka Pelkonen |
| 6 min            | Pénalités                                                                     | 4 min            |                                            | Arbitrage : Petri Lindqvist Jukka Pelkonen |
| 40               | Tirs                                                                          | 20               |                                            | Arbitrage : Petri Lindqvist Jukka Pelkonen |

| 13 août 2013 | KalPa | 0-3 (0-2, 0-0, 0-1) | Linköpings HC | Trust Kapital Areena, Kuopio 2 410 spectateurs |

| Feuille de match | Feuille de match | Feuille de match    | Feuille de match | Feuille de match                                                           |
| ---------------- | ---------------- | ------------------- | --- | -------------------------------------------------------------------------- |
|                  |                  | 0-1 0-2 0-3         | Bäckman (Sjögren) — 3 min 25 s Grillfors (Vrána, Lindhagen) — 19 min 1 s Sjögren (Hjalmarsson) — 58 min 46 s (IN + CV) | Arbitrage : Ville Stigell Antti Hämäläinen Jorma Niskasaari Pauli Savenius |
| Pekka Tuokkola   | Gardiens         | Christian Engstrand | | Arbitrage : Ville Stigell Antti Hämäläinen Jorma Niskasaari Pauli Savenius |
| 6 min            | Pénalités        | 12 min              | | Arbitrage : Ville Stigell Antti Hämäläinen Jorma Niskasaari Pauli Savenius |
| 18               | Tirs             | 14                  | | Arbitrage : Ville Stigell Antti Hämäläinen Jorma Niskasaari Pauli Savenius |

| 15 août 2013 | HC Slovan Bratislava | 5-3 (3-0, 1-1, 1-2) | Piráti Chomutov | Slovnaft Arena, Bratislava 9 945 spectateurs |

| Feuille de match | Feuille de match | Feuille de match                | Feuille de match                                                                                    | Feuille de match          |
| ---------------- | --- | ------------------------------- | --------------------------------------------------------------------------------------------------- | ------------------------- |
|                  | Miklik (Vondrka, Skoula) — 6 min 31 s (SN) Vondrka (Sersen, Miklik) — 9 min 5 s Miklik (Stajnoch) — 10 min 33 s Kolena (Mikus, Mraz) — 37 min 27 s (SN) Vondrka — 59 min 22 s (CV) | 1-0 2-0 3-0 3-1 4-1 4-2 4-3 5-3 | Kase (Hanuljak) — 33 min 27 s Hruska (Kubincak) — 56 min 37 s Hruska (Balej, Svoboda) — 58 min 35 s | Arbitrage : Baluska Kubus |
| Miroslav Kopriva | Gardiens | Matus Kostur                    | | Arbitrage : Baluska Kubus |
| 10 min           | Pénalités | 8 min                           | | Arbitrage : Baluska Kubus |
| 27               | Tirs | 27                              | | Arbitrage : Baluska Kubus |

| 15 août 2013 | Vienna Capitals | 2-1 (2 pr) (0-0, 1-0, 0-1, 0-0, 1-0) | HC Sparta Prague | Eissportzentrum Kagran, Vienne 3 670 spectateurs |

| Feuille de match | Feuille de match                         | Feuille de match | Feuille de match            | Feuille de match                                                        |
| ---------------- | ---------------------------------------- | ---------------- | --------------------------- | ----------------------------------------------------------------------- |
|                  | Sylvester (Fortier) — 47 min 47 s Olsson | 1-0 1-1 2-1      | Hrbas (Pilař) — 52 min 54 s | Arbitrage : Gebei Peter Smetana Ladislav Hofer Florian Smeibidlo Martin |
| Matt Zaba        | Gardiens                                 | Filip Novotny    |                             | Arbitrage : Gebei Peter Smetana Ladislav Hofer Florian Smeibidlo Martin |
| 10 min           | Pénalités                                | 35 min           |                             | Arbitrage : Gebei Peter Smetana Ladislav Hofer Florian Smeibidlo Martin |
| 24               | Tirs                                     | 33               |                             | Arbitrage : Gebei Peter Smetana Ladislav Hofer Florian Smeibidlo Martin |

| 15 août 2013 | HV71 | 1-2 (0-1, 0-0, 1-1) | KalPa | Kinnarps Arena, Jönköping 2 678 spectateurs |

| Feuille de match | Feuille de match                  | Feuille de match | Feuille de match                                                        | Feuille de match                           |
| ---------------- | --------------------------------- | ---------------- | ----------------------------------------------------------------------- | ------------------------------------------ |
|                  | Brithén (Bengtsson) — 54 min 34 s | 0-1 1-1 1-2      | Kolehmainen (Foss, Kerälä) — 18 min 33 s Kerälä (Junnila) — 58 min 32 s | Arbitrage : Marcus Vinnerborg Ulf Rönnmark |
| Gustaf Wesslau   | Gardiens                          | Pekka Tuokkola   |                                                                         | Arbitrage : Marcus Vinnerborg Ulf Rönnmark |
| 14 min           | Pénalités                         | 18 min           |                                                                         | Arbitrage : Marcus Vinnerborg Ulf Rönnmark |
| 30               | Tirs                              | 24               |                                                                         | Arbitrage : Marcus Vinnerborg Ulf Rönnmark |

| 15 août 2013 | Linköpings HC | 2-5 (0-0, 1-3, 1-2) | JYP | Cloetta Center, Linköping 2 215 spectateurs |

| Feuille de match  | Feuille de match                                                                                 | Feuille de match            | Feuille de match | Feuille de match                                                            |
| ----------------- | ------------------------------------------------------------------------------------------------ | --------------------------- | --- | --------------------------------------------------------------------------- |
|                   | Johansson (Hjalmarsson, Arlbrandt) — 24 min 57 s (2 SN) Fornell (Rohdin, Karlsson) — 41 min 49 s | 1-0 1-1 1-2 1-3 2-3 2-4 2-5 | Nenonen — 26 min 6 s Tuppurainen (Nenonen) — 36 min 41 s (SN) Salmio — 38 min 37 s Wärn (Tuppurainen) — 52 min 32 s Tuppurainen (Perrin, Hubacek) — 59 min 8 s (CV) | Arbitrage : Christoffer Karlsson Christer Lärking Emil Rydh Fredrik Altberg |
| Andreas Andersson | Gardiens                                                                                         | Tuomas Tarkki               | | Arbitrage : Christoffer Karlsson Christer Lärking Emil Rydh Fredrik Altberg |
| 18 min            | Pénalités                                                                                        | 22 min                      | | Arbitrage : Christoffer Karlsson Christer Lärking Emil Rydh Fredrik Altberg |
| 31                | Tirs                                                                                             | 28                          | | Arbitrage : Christoffer Karlsson Christer Lärking Emil Rydh Fredrik Altberg |

| 17 août 2013 | Vienna Capitals | 4-1 (1-0, 3-1, 0-0) | Slovan Bratislava | Eissportzentrum Kagran, Vienne 3 130 spectateurs |

| Feuille de match | Feuille de match | Feuille de match    | Feuille de match                            | Feuille de match                                                     |
| ---------------- | --- | ------------------- | ------------------------------------------- | -------------------------------------------------------------------- |
|                  | Puschnik (Olsson, Schlacher) — 19 min 18 s Hartl (Fortier, Schiechl) — 25 min 14 s Fortier (Rotter, Matheson) — 30 min 56 s Rotter (Keller, Matheson) — 34 min 13 s | 1-0 2-0 2-1 3-1 4-1 | Mojzis (Ölvecký, Miklik) — 26 min 43 s (SN) | Arbitrage : Erd Ulrich Fussi Wolfgang Hofstätter Michael Hütter Andy |
| Matt Zaba        | Gardiens | Jaroslav Janus      |                                             | Arbitrage : Erd Ulrich Fussi Wolfgang Hofstätter Michael Hütter Andy |
| 6 min            | Pénalités | 10 min              |                                             | Arbitrage : Erd Ulrich Fussi Wolfgang Hofstätter Michael Hütter Andy |
| 28               | Tirs | 27                  |                                             | Arbitrage : Erd Ulrich Fussi Wolfgang Hofstätter Michael Hütter Andy |

| 23 août 2013 | KalPa | 1-4 (0-1, 1-2, 0-1) | Vienna Capitals | Trust Kapital Areena, Kuopio 2 190 spectateurs |

| Feuille de match | Feuille de match                      | Feuille de match    | Feuille de match | Feuille de match                                                           |
| ---------------- | ------------------------------------- | ------------------- | --- | -------------------------------------------------------------------------- |
|                  | Harjama (Foss, Kapanen) — 22 min 31 s | 0-1 1-1 1-2 1-3 1-4 | Sylvester (Rotter, Fletcher) — 12 min 52 s Fortier (Gratton) — 37 min 32 s Gratton (Fortier, Matheson) — 39 min 35 s (SN) Keller (Rotter) — 55 min 12 s | Arbitrage : Ville Stigell Antti Hämäläinen Jorma Niskasaari Pauli Savenius |
| Pekka Tuokkola   | Gardiens                              | Matt Zaba           | | Arbitrage : Ville Stigell Antti Hämäläinen Jorma Niskasaari Pauli Savenius |
| 6 min            | Pénalités                             | 12 min              | | Arbitrage : Ville Stigell Antti Hämäläinen Jorma Niskasaari Pauli Savenius |
| 36               | Tirs                                  | 29                  | | Arbitrage : Ville Stigell Antti Hämäläinen Jorma Niskasaari Pauli Savenius |

| 23 août 2013 | JYP | 3-4 (1-1, 0-0, 2-3) | HC Slovan Bratislava | Synergia-areena, Jyväskylä 2 682 spectateurs |

| Feuille de match | Feuille de match | Feuille de match            | Feuille de match | Feuille de match                       |
| ---------------- | --- | --------------------------- | --- | -------------------------------------- |
|                  | Hubacek (Poukkula, Kalteva) — 5 min 56 s Lahti (Wärn, Louhivaara) — 42 min 53 s Perrin (Tuppurainen, Abid) — 58 min 37 s (SN) | 1-0 1-1 1-2 2-2 2-3 2-4 3-4 | Bartovič (Skoula) — 6 min 30 s Mikúš (Skoula, Bartovic) — 40 min 16 s (2 SN) Bartovic — 53 min 32 s (IN) Bliznak (Netik, Stajnoch) — 54 min 53 s | Arbitrage : Timo Favorin Anssi Salonen |
| Tuomas Tarkki    | Gardiens | Jaroslav Janus              | | Arbitrage : Timo Favorin Anssi Salonen |
| 10 min           | Pénalités | 12 min                      | | Arbitrage : Timo Favorin Anssi Salonen |
| 38               | Tirs | 26                          | | Arbitrage : Timo Favorin Anssi Salonen |

| 23 août 2013 | HV71 | 5-3 (1-2, 2-1, 2-0) | HC Sparta Prague | Kinnarps Arena, Jönköping 2 436 spectateurs |

| Feuille de match | Feuille de match | Feuille de match                | Feuille de match | Feuille de match                                                 |
| ---------------- | --- | ------------------------------- | --- | ---------------------------------------------------------------- |
|                  | Stridsberg (Nilson) — 13 min 52 s Karlsson (Johnsson) — 21 min 17 s Holzapfel (Andersson, Nilson) — 24 min 49 s Pilut (Sandberg, Brithén) — 43 min 58 s Nilson (Holzapfel) — 58 min 38 s | 0-1 1-1 1-2 2-2 3-2 3-3 4-3 5-3 | Buchtele (Hlinka, Sicak) — 12 min 5 s (SN) Hlinka (Pribyl, Pacovsky) — 19 min 59 s Pribyl (Kumstat) — 30 min 39 s (SN) | Arbitrage : Pehr Claesson Wolmer Edqvist Emil Rydh Tobias Haster |
| Jonas Gunnarsson | Gardiens | Tomas Pöpperle                  | | Arbitrage : Pehr Claesson Wolmer Edqvist Emil Rydh Tobias Haster |
| 12 min           | Pénalités | 10 min                          | | Arbitrage : Pehr Claesson Wolmer Edqvist Emil Rydh Tobias Haster |
| 24               | Tirs | 40                              | | Arbitrage : Pehr Claesson Wolmer Edqvist Emil Rydh Tobias Haster |

| 23 août 2013 | Linköpings HC | 4-0 (1-0, 2-0, 1-0) | Piráti Chomutov | Cloetta Center, Linköping 1 432 spectateurs |

| Feuille de match    | Feuille de match | Feuille de match  | Feuille de match | Feuille de match                    |
| ------------------- | --- | ----------------- | ---------------- | ----------------------------------- |
|                     | Almtorp (Kolarik, Salmonsson) — 5 min 20 s Almtorp (Kolarik, Hjalmarsson) — 25 min 21 s Rohdin (Nermark, Hultström) — 36 min 24 s Arlbrandt (Hjalmarsson, Bäckman) — 51 min 17 s (SN) | 1-0 2-0 3-0 4-0   |                  | Arbitrage : Mikael Nord Linus Ölund |
| Christian Engstrand | Gardiens | Miroslav Hanuljak |                  | Arbitrage : Mikael Nord Linus Ölund |
| 10 min              | Pénalités | 18 min            |                  | Arbitrage : Mikael Nord Linus Ölund |
| 32                  | Tirs | 18                |                  | Arbitrage : Mikael Nord Linus Ölund |

| 24 août 2013 | Linköpings HC | 3-1 (2-0, 0-1, 1-0) | HC Sparta Prague | Cloetta Center, Linköping 1 241 spectateurs |

| Feuille de match  | Feuille de match                                                                                       | Feuille de match | Feuille de match                 | Feuille de match                         |
| ----------------- | --- | ---------------- | -------------------------------- | ---------------------------------------- |
|                   | Grillfors (Hagelin) — 11 min 11 s Almtorp (Kolarik, Grillfors) — 15 min 10 s Rohdin (Junland) — 56 min | 1-0 2-0 2-1 3-1  | Kubat (Pribyl) — 33 min 4 s (SN) | Arbitrage : Per Claesson Wollmer Edqvist |
| Andreas Andersson | Gardiens                                                                                               | Filip Novotny    |                                  | Arbitrage : Per Claesson Wollmer Edqvist |
| 18 min            | Pénalités                                                                                              | 18 min           |                                  | Arbitrage : Per Claesson Wollmer Edqvist |
| 25                | Tirs                                                                                                   | 28               |                                  | Arbitrage : Per Claesson Wollmer Edqvist |

| 24 août 2013 | HV71 | 6-1 (2-1, 2-0, 2-0) | Piráti Chomutov | Kinnarps Arena, Jönköping 1 848 spectateurs |

| Feuille de match | Feuille de match | Feuille de match            | Feuille de match                         | Feuille de match                                                           |
| ---------------- | --- | --------------------------- | ---------------------------------------- | -------------------------------------------------------------------------- |
|                  | Gagnon (Krog) — 6 min 43 s (SN) Krog (Gagnon, Sterling) — 8 min 9 s (SN) Brithén (Krog, Gagnon) — 33 min 3 s (SN) Jämtin (Nilson, Johansson) — 15 min 6 s (2 SN) Andersson (Holzapfel, Larsson) — 41 min 59 s Strandberg (Pilut) — 53 min 35 s | 1-0 2-0 2-1 3-1 4-1 5-1 6-1 | Hruska (Kubincak, Divisek) — 19 min 55 s | Arbitrage : Marcus Linde Mikael Holm Christian Tillerkvist Ludvig Lundberg |
| Gustaf Wesslau   | Gardiens | Matus Kostur                |                                          | Arbitrage : Marcus Linde Mikael Holm Christian Tillerkvist Ludvig Lundberg |
| 6 min            | Pénalités | 18 min                      |                                          | Arbitrage : Marcus Linde Mikael Holm Christian Tillerkvist Ludvig Lundberg |
| 28               | Tirs | 23                          |                                          | Arbitrage : Marcus Linde Mikael Holm Christian Tillerkvist Ludvig Lundberg |

| 24 août 2013 | JYP | 4-3 (2-0, 1-1, 1-2) | Vienna Capitals | Synergia-areena, Jyväskylä 2 260 spectateurs |

| Feuille de match | Feuille de match | Feuille de match            | Feuille de match | Feuille de match                               |
| ---------------- | --- | --------------------------- | --- | ---------------------------------------------- |
|                  | Tuppurainen (Hubacek, Välivaara) — 6 min 58 s (SN) Auvitu (Luoma, Nenonen) — 9 min 46 s Abid (Hubacek, Perrin) — 31 min 44 s (2 SN) Viitanen — 44 min 25 s (IN) | 1-0 2-0 3-0 3-1 4-1 4-2 4-3 | Gratton (Puschnik, Fortier) — 33 min 45 s Schlacher (Fletcher, Fraser) — 47 min 9 s Matheson (Schlacher, Gratton) — 48 min 38 s (SN) | Arbitrage : Hannu Henriksson Jari-Pekka Pajula |
| Sami Rajaniemi   | Gardiens | David Kickert               | | Arbitrage : Hannu Henriksson Jari-Pekka Pajula |
| 16 min           | Pénalités | 14 min                      | | Arbitrage : Hannu Henriksson Jari-Pekka Pajula |
| 37               | Tirs | 30                          | | Arbitrage : Hannu Henriksson Jari-Pekka Pajula |

| 24 août 2013 | KalPa | 4-2 (1-0, 1-0, 2-2) | HC Slovan Bratislava | Trust Kapital Areena, Kuopio 2 099 spectateurs |

| Feuille de match | Feuille de match | Feuille de match        | Feuille de match                                                    | Feuille de match                                                             |
| ---------------- | --- | ----------------------- | ------------------------------------------------------------------- | ---------------------------------------------------------------------------- |
|                  | Ikonen (Harjama, Liedes) — 16 min 25 s (SN) Koivisto (Junnila) — 27 min 44 s Pither (Halonen, Koivisto) — 53 min 28 s (SN) Pither (Lehkonen) — 59 min 29 s (CV) | 1-0 2-0 2-1 2-2 3-2 4-2 | Sersen (Mikúš, Netik) — 45 min 51 s (SN) Ölvecký — 50 min 34 s (IN) | Arbitrage : Antti Hämäläinen Tuomo Toikkanen Jorma Niskasaari Pauli Savenius |
| Henri Kiviaho    | Gardiens | Miroslav Kopriva        |                                                                     | Arbitrage : Antti Hämäläinen Tuomo Toikkanen Jorma Niskasaari Pauli Savenius |
| 6 min            | Pénalités | 12 min                  |                                                                     | Arbitrage : Antti Hämäläinen Tuomo Toikkanen Jorma Niskasaari Pauli Savenius |
| 24               | Tirs | 17                      |                                                                     | Arbitrage : Antti Hämäläinen Tuomo Toikkanen Jorma Niskasaari Pauli Savenius |

| 30 août 2013 | Piráti Chomutov | 6-5 (2 pr) (1-2, 3-2, 1-1, 0-0, 1-0) | KalPa | SD ARENA, Chomutov 1 711 spectateurs |

| Feuille de match  | Feuille de match | Feuille de match                            | Feuille de match | Feuille de match                          |
| ----------------- | --- | ------------------------------------------- | --- | ----------------------------------------- |
|                   | Lakos (Malec) — 11 min 42 s (SN) Divisek (Lakos) — 25 min 48 s (SN) Balej (Sagat, Sikora) — 25 min 59 s Divisek (Hruska, Lakos) — 37 min (SN) Sikora (Sagat, Malec) — 50 min 48 s Pulpan (TP) | 0-1 1-1 1-2 2-2 3-2 4-2 4-3 4-4 4-5 5-5 6-5 | Kapanen (Kauppinen, Timonen) — 5 min 21 s (SN) Kapanen (Kerälä, Foss) — 19 min 15 s Ikonen (Harjama, Koivisto) — 37 min 25 s Kolehmainen (Saarinen) — 39 min 55 s (SN) Junnila (Riekkinen) — 48 min 34 s | Arbitrage : Kalivoda Turcan Frodl Charvat |
| Miroslav Hanuljak | Gardiens | Henri Kiviaho                               | | Arbitrage : Kalivoda Turcan Frodl Charvat |
| 37 min            | Pénalités | 20 min                                      | | Arbitrage : Kalivoda Turcan Frodl Charvat |
| 32                | Tirs | 27                                          | | Arbitrage : Kalivoda Turcan Frodl Charvat |

| 30 août 2013 | HC Slovan Bratislava | 4-2 (1-0, 1-2, 2-0) | Linköpings HC | Hant Arena, Skalica 1 875 spectateurs |

| Feuille de match | Feuille de match | Feuille de match        | Feuille de match                                                       | Feuille de match            |
| ---------------- | --- | ----------------------- | ---------------------------------------------------------------------- | --------------------------- |
|                  | Bliznak (Skoula, Sersen) — 7 min 50 s Kolena (Brejcak, Bakos) — 37 min 20 s Mojzis (Kukumberg, Dano) — 52 min 18 s (SN) Bartovič (Skoula) — 59 min 42 s (CV) | 1-0 1-1 2-1 2-2 3-2 4-2 | Junland (Almtorp, Kolarik) — 30 min 37 s (IN) Rohdin — 39 min 5 s (TP) | Arbitrage : Baluska Mullner |
| Jaroslav Janus   | Gardiens | Christian Engstrand     |                                                                        | Arbitrage : Baluska Mullner |
| 4 min            | Pénalités | 8 min                   |                                                                        | Arbitrage : Baluska Mullner |
| 32               | Tirs | 32                      |                                                                        | Arbitrage : Baluska Mullner |

| 30 août 2013 | Sparta Prague | 5-4 (2 pr) (1-0, 2-2, 1-2, 0-0, 1-0) | JYP | Tipsport Arena, Prague 1 048 spectateurs |

| Feuille de match | Feuille de match | Feuille de match                    | Feuille de match | Feuille de match                         |
| ---------------- | --- | ----------------------------------- | --- | ---------------------------------------- |
|                  | Bahensky (Forman) — 18 min 22 s (IN) Ton (Pacovsky) — 27 min 26 s (SN) Pacovsky (Piskacek, Hlinka) — 29 min 20 s (SN) Buchtele (Kumstat, Kubat) — 45 min 7 s Jánský (TP) | 1-0 2-0 3-0 3-1 3-2 4-2 4-3 4-4 5-4 | Tuppurainen (Perrin, Löfman) — 34 min 12 s Louhivaara — 39 min 11 s Tuppurainen — 47 min 30 s Välivaara (Tuppurainen) — 53 min 28 s | Arbitrage : Frano Hodek Komarek Ondracek |
| Tomas Pöpperle   | Gardiens | Tuomas Tarkki                       | | Arbitrage : Frano Hodek Komarek Ondracek |
| 8 min            | Pénalités | 22 min                              | | Arbitrage : Frano Hodek Komarek Ondracek |
| 35               | Tirs | 31                                  | | Arbitrage : Frano Hodek Komarek Ondracek |

| 31 août 2013 | Piráti Chomutov | 3-6 (1-3, 0-2, 2-1) | JYP | SD ARENA, Chomutov 2 098 spectateurs |

| Feuille de match | Feuille de match                                                                                                 | Feuille de match                    | Feuille de match | Feuille de match                       |
| ---------------- | --- | ----------------------------------- | --- | -------------------------------------- |
|                  | Kämpf (Sagat) — 11 min 57 s Hruska (Kubincak, Pulpan) — 48 min 26 s (SN) Hruska (Kubincak, Pulpan) — 55 min 20 s | 0-1 0-2 0-3 1-3 1-4 1-5 2-5 3-5 3-6 | Wärn (Louhivaara) — 25 s Abid (Perrin) — 1 min 45 s (SN) Myttynen (Nenonen) — 10 min 15 s Abid (Löfman, Perrin) — 21 min 42 s (SN) Auvitu (Nenonen) — 39 min 25 s Louhivaara (Viitanen) — 59 min 47 s (CV) | Arbitrage : Lacina Pesina Blaha Kostka |
| Matus Kostur     | Gardiens | Tuomas Tarkki                       | | Arbitrage : Lacina Pesina Blaha Kostka |
| 14 min           | Pénalités | 18 min                              | | Arbitrage : Lacina Pesina Blaha Kostka |
| 43               | Tirs | 33                                  | | Arbitrage : Lacina Pesina Blaha Kostka |

| 31 août 2013 | Vienna Capitals | 1-2 (0-1, 1-1, 0-0) | HV71 | Eissportzentrum Kagran, Vienne 3 050 spectateurs |

| Feuille de match | Feuille de match           | Feuille de match | Feuille de match                                            | Feuille de match                                                        |
| ---------------- | -------------------------- | ---------------- | ----------------------------------------------------------- | ----------------------------------------------------------------------- |
|                  | Fischer — 36 min 48 s (IN) | 0-1 0-2 1-2      | Nilson — 19 min 21 s (SN) Brithén (Krog) — 27 min 51 s (SN) | Arbitrage : Berneker Thomas Warshaw Shane Hofer Florian Widmann Florian |
| Matt Zaba        | Gardiens                   | Jonas Gunnarsson |                                                             | Arbitrage : Berneker Thomas Warshaw Shane Hofer Florian Widmann Florian |
| 24 min           | Pénalités                  | 4 min            |                                                             | Arbitrage : Berneker Thomas Warshaw Shane Hofer Florian Widmann Florian |
| 26               | Tirs                       | 26               |                                                             | Arbitrage : Berneker Thomas Warshaw Shane Hofer Florian Widmann Florian |

| 1er septembre 2013 | Sparta Prague | 6-4 (1-1, 3-1, 2-2) | KalPa | Tipsport Arena, Prague 995 spectateurs |

| Feuille de match | Feuille de match | Feuille de match                        | Feuille de match | Feuille de match                            |
| ---------------- | --- | --------------------------------------- | --- | ------------------------------------------- |
|                  | Rachunek — 10 min 37 s Piskacek (Pilař, Hlinka) — 35 min 30 s Kubat (Pribyl) — 36 min 44 s (SN) Klimek (Simon, Rachunek) — 37 min 48 s Buchtele (Sicak) — 53 min 17 s (SN) Klimek (Pribyl, Rachunek) — 59 min 25 s (CV) | 1-0 1-1 1-2 2-2 3-2 4-2 4-3 5-3 5-4 6-4 | Voutilainen (Koivisto) — 18 min 36 s Kolehmainen — 21 min (IN) Kapanen (Lyytinen, Kauppinen) — 40 min 32 s (2 SN) Pither (Masuhr, Kauppinen) — 57 min 37 s (SN) | Arbitrage : Kalivoda Schmejkal Pouzar Badal |
| Tomas Pöpperle   | Gardiens | Henri Kiviaho                           | | Arbitrage : Kalivoda Schmejkal Pouzar Badal |
| 26 min           | Pénalités | 20 min                                  | | Arbitrage : Kalivoda Schmejkal Pouzar Badal |
| 35               | Tirs | 25                                      | | Arbitrage : Kalivoda Schmejkal Pouzar Badal |

| 1er septembre 2013 | HC Slovan Bratislava | 7-4 (2-1, 4-1, 1-2) | HV71 | Easton Arena, Piestany 2 167 spectateurs |

| Feuille de match | Feuille de match | Feuille de match                            | Feuille de match | Feuille de match        |
| ---------------- | --- | ------------------------------------------- | --- | ----------------------- |
|                  | Miklik (Sersen, Bliznak) — 40 s Bartovič (Miklik, Bliznak) — 14 min 14 s Bartovic (Bliznak, Miklik) — 25 min 10 s Mikus (Mraz, Kolena) — 8 min 31 s Sersen (Miklik, Skoula) — 33 min 50 s (2 SN) Hudacek (Sigalet, Kutlák) — 34 min 56 s (SN) Bartovic ( Bliznak) — 56 min 53 s (CV) | 1-0 1-1 2-1 3-1 4-1 4-2 5-2 6-2 6-3 6-4 7-4 | Brithén (Bengtsson, Larsson) — 10 min 6 s Carlsson (Petrasek, Karlsson) — 33 min Sterling (Gagnon, Krog) — 43 min 5 s (SN) Sterling (Nilson, Holzapfel) — 56 min 31 s | Arbitrage : Novak Kubus |
| Jaroslav Janus   | Gardiens | Gustaf Wesslau                              | | Arbitrage : Novak Kubus |
| 41 min           | Pénalités | 24 min                                      | | Arbitrage : Novak Kubus |
| 37               | Tirs | 33                                          | | Arbitrage : Novak Kubus |

| 1er septembre 2013 | Vienna Capitals | 3-4 (1-2, 1-1, 1-1) | Linköpings HC | Eissportzentrum Kagran, Vienne 2 800 spectateurs |

| Feuille de match | Feuille de match                                                                                  | Feuille de match            | Feuille de match | Feuille de match                                                         |
| ---------------- | ------------------------------------------------------------------------------------------------- | --------------------------- | --- | ------------------------------------------------------------------------ |
|                  | Gratton (Fraser, Ferland) — 16 min 55 s (SN) Keller (Puschnik) — 22 min 20 s Keller — 49 min 49 s | 0-1 1-1 1-2 2-2 2-3 3-3 3-4 | Kolarik (Karlsson) — 8 min 18 s (SN) Kolarik (Dahlström) — 19 min 47 s Hultström (Kolarik, Dahlström) — 39 min 1 s Junland (Lindhagen) — 57 min 39 s | Arbitrage : Erd Ullrich Smetana Ladislav Johnston Oskar Smeibidlo Martin |
| Matt Zaba        | Gardiens                                                                                          | Andreas Andersson           | | Arbitrage : Erd Ullrich Smetana Ladislav Johnston Oskar Smeibidlo Martin |
| 14 min           | Pénalités                                                                                         | 12 min                      | | Arbitrage : Erd Ullrich Smetana Ladislav Johnston Oskar Smeibidlo Martin |
| 21               | Tirs                                                                                              | 42                          | | Arbitrage : Erd Ullrich Smetana Ladislav Johnston Oskar Smeibidlo Martin |

| 5 septembre 2013 | Linköpings HC | 4-5 (pr) (1-1, 2-2, 1-1, 0-1) | HV71 | 3487 Cloetta Center, Linköping spectateurs |

| Feuille de match    | Feuille de match | Feuille de match                    | Feuille de match | Feuille de match                       |
| ------------------- | --- | ----------------------------------- | --- | -------------------------------------- |
|                     | Salmonsson (Kolarik, Vrána) — 8 min 12 s Kolarik (Rohdin, Rygaard) — 21 min 25 s Hjalmarsson (Johansson) — 25 min 7 s (SN) Kolarik (Sjögren) — 58 min 49 s (SN) | 1-0 1-1 2-1 2-2 3-2 3-3 3-4 4-4 4-5 | Bengtsson (Strandberg) — 17 min 2 s (IN) Fälth (Krog) — 22 min 40 s Strandberg (Petrasek, Johansson) — 29 min 29 s (SN) Jämtin (Holzapfel, Fälth) — 48 min 8 s (SN) Jämtin (Holzapfel, Petrasek) — 61 min 25 s (SN) | Arbitrage : Sören Persson Ulf Rönnmark |
| Christian Engstrand | Gardiens | Gustaf Wesslau                      | | Arbitrage : Sören Persson Ulf Rönnmark |
| 12 min              | Pénalités | 16 min                              | | Arbitrage : Sören Persson Ulf Rönnmark |
| 29                  | Tirs | 29                                  | | Arbitrage : Sören Persson Ulf Rönnmark |

| 6 septembre 2013 | Sparta Prague | 3-0 (0-0, 1-0, 2-0) | Piráti Chomutov | Tipsport Arena, Prague 282 spectateurs |

| Feuille de match | Feuille de match | Feuille de match  | Feuille de match | Feuille de match                       |
| ---------------- | --- | ----------------- | ---------------- | -------------------------------------- |
|                  | Pilař (Rolinek, Pech) — 29 min 53 s (SN) Hlinka (Rolinek, Gregorek) — 42 min 33 s (IN) Simon (Rachunek, Klimek) — 49 min 11 s | 1-0 2-0 3-0       |                  | Arbitrage : Lacina Horak Frodl Charvat |
| Tomas Pöpperle   | Gardiens | Miroslav Hanuljak |                  | Arbitrage : Lacina Horak Frodl Charvat |
| 14 min           | Pénalités | 10 min            |                  | Arbitrage : Lacina Horak Frodl Charvat |
| 31               | Tirs | 24                |                  | Arbitrage : Lacina Horak Frodl Charvat |

| 6 septembre 2013 | JYP | 3-1 (1-0 0-0, 2-1) | KalPa | Synergia-areena, Jyväskylä 2 202 spectateurs |

| Feuille de match | Feuille de match | Feuille de match | Feuille de match                      | Feuille de match                        |
| ---------------- | --- | ---------------- | ------------------------------------- | --------------------------------------- |
|                  | Poukkula (Abid, Myttynen) — 2 min 29 s Perrin (Hubacek, Tuppurainen) — 40 min 41 s (SN) Wärn (Luoma) — 57 min 42 s (CV) | 1-0 2-0 2-1 3-1  | Voutilainen (Foss) — 55 min 25 s (SN) | Arbitrage : Timo Metsälä Teemu Salminen |
| Tuomas Tarkki    | Gardiens | Pekka Tuokkola   |                                       | Arbitrage : Timo Metsälä Teemu Salminen |
| 28 min           | Pénalités | 6 min            |                                       | Arbitrage : Timo Metsälä Teemu Salminen |
| 19               | Tirs | 26               |                                       | Arbitrage : Timo Metsälä Teemu Salminen |

| 7 septembre 2013 | KalPa | 0-3 (0-1, 0-1, 0-1) | JYP | Trust Kapital Areena, Kuopio 2 397 spectateurs |

| Feuille de match | Feuille de match | Feuille de match | Feuille de match                                                                             | Feuille de match                                                  |
| ---------------- | ---------------- | ---------------- | -------------------------------------------------------------------------------------------- | ----------------------------------------------------------------- |
|                  |                  | 0-1 0-2 0-3      | Wärn — 16 min 16 s Auvitu (Perrin, Tuppurainen) — 28 min 4 s Poukkula (Löfman) — 59 min (CV) | Arbitrage : Jukka Pelkonen Jyri Rönn Otto Kaakinen Arttu Tiusanen |
| Pekka Tuokkola   | Gardiens         | Tuomas Tarkki    |                                                                                              | Arbitrage : Jukka Pelkonen Jyri Rönn Otto Kaakinen Arttu Tiusanen |
| 4 min            | Pénalités        | 10 min           |                                                                                              | Arbitrage : Jukka Pelkonen Jyri Rönn Otto Kaakinen Arttu Tiusanen |
| 31               | Tirs             | 21               |                                                                                              | Arbitrage : Jukka Pelkonen Jyri Rönn Otto Kaakinen Arttu Tiusanen |

| 8 septembre 2013 | HV71 | 4-5 (1-1, 2-1, 1-3) | Linköpings HC | Kinnarps Arena, Jönköping 5 303 spectateurs |

| Feuille de match | Feuille de match | Feuille de match                    | Feuille de match | Feuille de match                                                         |
| ---------------- | --- | ----------------------------------- | --- | ------------------------------------------------------------------------ |
|                  | Gagnon (Fantenberg) — 9 min 44 s (SN) Lindstöm — 23 min 22 s Fiala (Karlsson, Carlsson) — 23 min 48 s Brithèn (Krog) — 49 min 46 s | 0-1 1-1 2-1 3-1 3-2 4-2 4-3 4-4 4-5 | Sjögren (Hjalmarsson) — 5 min 58 s (IN) Arlbrandt (Karlsson, Johansson) — 25 min 31 s (SN) Ahlbrandt (Hjalmarsson) — 51 min 52 s Vrána (Kolarik) — 52 min 30 s Kolarik (Rohdin, Almtorp) — 58 min 23 s (SN) | Arbitrage : Morgan Johansson Pehr Claesson Ludvig Lundgren Tobias Haster |
| Gustaf Wesslau   | Gardiens | Andreas Andersson                   | | Arbitrage : Morgan Johansson Pehr Claesson Ludvig Lundgren Tobias Haster |
| 10 min           | Pénalités | 8 min                               | | Arbitrage : Morgan Johansson Pehr Claesson Ludvig Lundgren Tobias Haster |
| 27               | Tirs | 32                                  | | Arbitrage : Morgan Johansson Pehr Claesson Ludvig Lundgren Tobias Haster |

| Clt   | Équipe               | PJ | V | VP | D | DP | BP | BC | Diff | Pts |
| ----- | -------------------- | -- | - | -- | - | -- | -- | -- | ---- | --- |
| +001, | JYP Jyväskylä        | 8  | 6 | 0  | 1 | 1  | 30 | 19 | +11  | 19  |
| +002, | HC Slovan Bratislava | 8  | 5 | 0  | 2 | 1  | 31 | 25 | +6   | 16  |
| +003, | Linköpings HC        | 8  | 5 | 0  | 2 | 1  | 27 | 22 | +5   | 16  |
| +004, | HC Sparta Prague     | 8  | 3 | 2  | 2 | 1  | 28 | 21 | +7   | 14  |
| +005, | HV71                 | 8  | 3 | 1  | 4 | 0  | 28 | 25 | +3   | 11  |
| +006, | Vienna Capitals      | 8  | 2 | 1  | 4 | 1  | 23 | 24 | -1   | 9   |
| +007, | KalPa                | 8  | 2 | 0  | 5 | 1  | 17 | 28 | -11  | 7   |
| +008, | Pirati Chomutov      | 8  | 0 | 2  | 6 | 0  | 19 | 39 | -20  | 4   |

- Qualifié pour les quarts de finale

### Division Est
| 13 août 2013 | Tappara | 2-3 (0-0, 1-3, 1-0) | Djurgårdens IF | Hakametsä, Tampere 2 026 spectateurs |

| Feuille de match | Feuille de match                                                                | Feuille de match    | Feuille de match | Feuille de match                        |
| ---------------- | ------------------------------------------------------------------------------- | ------------------- | --- | --------------------------------------- |
|                  | Aalto (Palola, Järvinen) — 26 min 1 s Jormakka (Saravo, Nieminen) — 47 min 39 s | 1-0 1-1 1-2 1-3 2-3 | H. Eriksson (Holmqvist, Lofquist) — 26 min 17 s Krüger (Kalin) — 28 min 13 s Guter (Lofquist, J. Eriksson) — 30 min 25 s (SN) | Arbitrage : Timo Favorin Jari Leppäalho |
| Zoltán Hetényi   | Gardiens                                                                        | Adam Reideborn      | | Arbitrage : Timo Favorin Jari Leppäalho |
| 8 min            | Pénalités                                                                       | 14 min              | | Arbitrage : Timo Favorin Jari Leppäalho |
| 40               | Tirs                                                                            | 20                  | | Arbitrage : Timo Favorin Jari Leppäalho |

| 13 août 2013 | TPS | 3-2 (0-0, 1-2, 2-0) | Brynäs IF | HK-areena, Turku 2 407 spectateurs |

| Feuille de match | Feuille de match | Feuille de match    | Feuille de match                                                                                 | Feuille de match                                                         |
| ---------------- | --- | ------------------- | ------------------------------------------------------------------------------------------------ | ------------------------------------------------------------------------ |
|                  | Koskiranta (Sexton, Palmroth) — 25 min 28 s (SN) Mähönen (Virtala, Tuominen) — 52 min 38 s Sointu (Kumeliauskas, Seikola) — 59 min 59 s | 0-1 1-1 1-2 2-2 3-2 | Nordqvist (Harju, Rödin) — 20 min 17 s (2 SN) Thuresson (Sundqvist, Kilström) — 33 min 54 s (SN) | Arbitrage : Aleksi Rantala Stefan Fonselius Joona Elonen Sakari Suominen |
| Fredrik Norrena  | Gardiens | Johan Holmqvist     |                                                                                                  | Arbitrage : Aleksi Rantala Stefan Fonselius Joona Elonen Sakari Suominen |
| 18 min           | Pénalités | 18 min              |                                                                                                  | Arbitrage : Aleksi Rantala Stefan Fonselius Joona Elonen Sakari Suominen |
| 25               | Tirs | 23                  |                                                                                                  | Arbitrage : Aleksi Rantala Stefan Fonselius Joona Elonen Sakari Suominen |

| 13 août 2013 | HC Fribourg-Gottéron | 5-4 (0-3, 2-1, 3-0) | Bílí Tygři Liberec | BCF-Arena, Fribourg 2 450 spectateurs |

| Feuille de match | Feuille de match | Feuille de match                    | Feuille de match                                                                                             | Feuille de match           |
| ---------------- | --- | ----------------------------------- | --- | -------------------------- |
|                  | Plüss (Huguenin, Kwiatkowski) — 20 min 54 s (SN) Pouliot (Vauclair, Mottet) — 29 min Jeannin (Monnet, Schilt) — 42 min 14 s Sprunger (Loeffel) — 56 min Schilt (Mauldin) — 56 min 35 s | 0-1 0-2 0-3 1-3 2-3 2-4 3-4 4-4 5-4 | Cakajik (Valsky) — 1 min 7 s Pospisil — 4 min 19 s Filippi (Ulrych, Bulir) — 18 min 35 s Dusek — 33 min 20 s | Arbitrage : Massy Rochette |
| Benjamin Conz    | Gardiens | Marek Schwarz                       | | Arbitrage : Massy Rochette |
| 12 min           | Pénalités | 12 min                              | | Arbitrage : Massy Rochette |
| 35               | Tirs | 30                                  | | Arbitrage : Massy Rochette |

| 13 août 2013 | Djurgårdens IF | 5-4 (2 pr) (0-1, 1-3, 3-0, 0-0, 1-0) | TPS | Hovet, Stockholm 1 892 spectateurs |

| Feuille de match | Feuille de match | Feuille de match                    | Feuille de match | Feuille de match                     |
| ---------------- | --- | ----------------------------------- | --- | ------------------------------------ |
|                  | Kalin (Krüger, Pettersson) — 27 min 51 s Johner (Ljungh, Saviano) — 40 min 58 s (SN) Sörensen — 46 min 18 s Ljungh (Johner, Savian) — 48 min 3 s (SN) Guter (TP) | 0-1 1-1 1-2 1-3 1-4 2-4 3-4 4-4 5-4 | Seikola (Sointu) — 8 min 58 s (SN) Friman (Virtala) — 29 min 13 s Seigo (Sexton, Paré) — 32 min 44 s (SN) Tuominen (Virtala) — 37 min 49 s | Arbitrage : Mikael Nord Tobias Björk |
| Johan Mattsson   | Gardiens | Ville Hostikka                      | | Arbitrage : Mikael Nord Tobias Björk |
| 20 min           | Pénalités | 18 min                              | | Arbitrage : Mikael Nord Tobias Björk |
| 28               | Tirs | 36                                  | | Arbitrage : Mikael Nord Tobias Björk |

| 15 août 2013 | Brynäs IF | 2-1 (0-0, 2-1, 0-0) | Tappara | Läkerol Arena, Gävle 2 135 spectateurs |

| Feuille de match | Feuille de match                                                                     | Feuille de match | Feuille de match                           | Feuille de match                           |
| ---------------- | ------------------------------------------------------------------------------------ | ---------------- | ------------------------------------------ | ------------------------------------------ |
|                  | Persson (Nordqvist, Djoos) — 11 min 29 s (SN) Harju (Nordqvist, Rödin) — 14 min 12 s | 1-0 2-0 2-1      | Puistola (Aalto, McRae) — 15 min 54 s (SN) | Arbitrage : Tomas Andersson Patrik Sjöberg |
| Johan Holmqvist  | Gardiens                                                                             | Juha Metsola     |                                            | Arbitrage : Tomas Andersson Patrik Sjöberg |
| 14 min           | Pénalités                                                                            | 52 min           |                                            | Arbitrage : Tomas Andersson Patrik Sjöberg |
| 40               | Tirs                                                                                 | 24               |                                            | Arbitrage : Tomas Andersson Patrik Sjöberg |

| 15 août 2013 | CP Berne | 0-3 (0-1, 0-2, 0-0) | HC ČSOB Pojišťovna Pardubice | Arena Adelboden, Adelboden 750 spectateurs |

| Feuille de match | Feuille de match | Feuille de match | Feuille de match                                                                                         | Feuille de match                      |
| ---------------- | ---------------- | ---------------- | --- | ------------------------------------- |
|                  |                  | 0-1 0-2 0-3      | Nosek (Zohorna) — 19 min 47 s Zohorna (Nosek) — 23 min 26 s (IN) Sýkora (Koci, Benak) — 24 min 46 s (IN) | Arbitrage : Didier Massy Andreas Koch |
| Marco Bührer     | Gardiens         | Dušan Salfický   | | Arbitrage : Didier Massy Andreas Koch |
| 10 min           | Pénalités        | 22 min           | | Arbitrage : Didier Massy Andreas Koch |
| 34               | Tirs             | 22               | | Arbitrage : Didier Massy Andreas Koch |

| 20 août 2013 | HC ČSOB Pojišťovna Pardubice | 3-4 (2 pr) (0-1, 0-2, 3-0, 0-0, 0-1) | HC Fribourg-Gottéron | Ceska Trebova 1 130 spectateurs |

| Feuille de match | Feuille de match                                                                                           | Feuille de match            | Feuille de match | Feuille de match                        |
| ---------------- | --- | --------------------------- | --- | --------------------------------------- |
|                  | Tybor (Mocek) — 45 min 34 s Marha (Benak) — 49 min 3 s (2 SN) Kousal (Marha, Cetkovsky) — 59 min 55 s (SN) | 0-1 0-2 0-3 1-3 2-3 3-3 3-4 | Kwiatkowski (Dubé, Jeannin) — 11 s Miettinen (Loeffel, Helbling) — 2 min 52 s Mauldin — 5 min 19 s (IN) Sprunger (TP) | Arbitrage : Hribik Úlehla Barvíl Blümel |
| Martin Ruzicka   | Gardiens                                                                                                   | Benjamin Conz               | | Arbitrage : Hribik Úlehla Barvíl Blümel |
| 8 min            | Pénalités                                                                                                  | 30 min                      | | Arbitrage : Hribik Úlehla Barvíl Blümel |
| 54               | Tirs | 31                          | | Arbitrage : Hribik Úlehla Barvíl Blümel |

| 20 août 2013 | Bílí Tygři Liberec | 2-4 (1-3, 1-0, 0-1) | CP Berne | Tipsport arena Liberec, Liberec 600 spectateurs |

| Feuille de match   | Feuille de match                                                          | Feuille de match        | Feuille de match | Feuille de match                     |
| ------------------ | ------------------------------------------------------------------------- | ----------------------- | --- | ------------------------------------ |
|                    | Filippi (Bulir) — 5 min 14 s (IN) Bulir ( Pospisil, Filippi) — 31 min 2 s | 1-0 1-1 1-2 1-3 2-3 2-4 | Ritchie (Berger) — 8 min 33 s Scherwey (Gardner) — 15 min 49 s Roche (Furrer, Lehtonen) — 19 min 54 s Kinrade — 47 min 33 s | Arbitrage : Frano Hodek Bádal Pouzar |
| Marcel Melichercik | Gardiens                                                                  | Olivier Gigon           | | Arbitrage : Frano Hodek Bádal Pouzar |
| 14 min             | Pénalités                                                                 | 14 min                  | | Arbitrage : Frano Hodek Bádal Pouzar |
| 30                 | Tirs                                                                      | 29                      | | Arbitrage : Frano Hodek Bádal Pouzar |

| 22 août 2013 | TPS | 2-1 (2 pr) (0-1, 1-0, 0-0, 0-0, 1-0) | HC Fribourg-Gottéron | HK Areena, Turku 2 455 spectateurs |

| Feuille de match | Feuille de match                                    | Feuille de match | Feuille de match                      | Feuille de match                                                           |
| ---------------- | --------------------------------------------------- | ---------------- | ------------------------------------- | -------------------------------------------------------------------------- |
|                  | Morrisonn (Bertrand) — 22 min 42 s (SN) Sexton (TP) | 0-1 1-1 2-1      | Plüss (Loeffel, Sprunger) — 1 min 3 s | Arbitrage : Stefan Fonselius Hannu Henriksson Joona Elonen Juha Suoraniemi |
| Fredrik Norrena  | Gardiens                                            | Benjamin Conz    |                                       | Arbitrage : Stefan Fonselius Hannu Henriksson Joona Elonen Juha Suoraniemi |
| 18 min           | Pénalités                                           | 24 min           |                                       | Arbitrage : Stefan Fonselius Hannu Henriksson Joona Elonen Juha Suoraniemi |
| 32               | Tirs                                                | 19               |                                       | Arbitrage : Stefan Fonselius Hannu Henriksson Joona Elonen Juha Suoraniemi |

| 23 août 2013 | TPS | 5-3 (0-3, 4-0, 1-0) | CP Berne | HK Areena, Turku 3 052 spectateurs |

| Feuille de match | Feuille de match | Feuille de match                | Feuille de match                                                                                                  | Feuille de match                                                              |
| ---------------- | --- | ------------------------------- | --- | ----------------------------------------------------------------------------- |
|                  | Paré (Seigo, Sexton) — 22 min 51 s (SN) Paré (Sexton, Koskiranta) — 26 min 43 s (SN) Bertrand (Virtala, Morrisonn) — 32 min 56 s Kulmala (Laakso) — 35 min 35 s Bertrand (Miettinen, Seigo) — 50 min 5 s | 0-1 0-2 0-3 1-3 2-3 3-3 4-3 5-3 | Furrer (Roche) — 3 min 18 s (SN) Roche (Lehtonen, Gardner) — 4 min 42 s Randegger (Bertschy, Vermin) — 7 min 59 s | Arbitrage : Stefan Fonselius Jari Leppäalho Markus Hägerström Juha Suoraniemi |
| Ville Hostikka   | Gardiens | Marco Bührer                    | | Arbitrage : Stefan Fonselius Jari Leppäalho Markus Hägerström Juha Suoraniemi |
| 14 min           | Pénalités | 10 min                          | | Arbitrage : Stefan Fonselius Jari Leppäalho Markus Hägerström Juha Suoraniemi |
| 29               | Tirs | 33                              | | Arbitrage : Stefan Fonselius Jari Leppäalho Markus Hägerström Juha Suoraniemi |

| 23 août 2013 | Tappara | 5-3 (3-1, 0-2, 2-0) | HC Fribourg-Gottéron | Hakametsä, Tampere 1 765 spectateurs |

| Feuille de match | Feuille de match | Feuille de match                | Feuille de match                                                                                       | Feuille de match                               |
| ---------------- | --- | ------------------------------- | --- | ---------------------------------------------- |
|                  | McRae (Connolly, Puistola) — 2 min 48 s Bailen (Connolly, McRae) — 6 min 40 s Malinen (Aalto, Puistola) — 11 min 13 s Malinen — 58 min 15 s (SN) Erkinjuntti (Kuusela, Bailen) — 59 min 16 s (SN) | 1-0 2-0 3-0 3-1 3-2 3-3 4-3 5-3 | Plüss (Loeffel) — 12 min 28 s Hasani (Jeannin, Mauldin) — 28 min 37 s Sprunger (Birbaum) — 29 min 10 s | Arbitrage : Hannu Henriksson Jari-Pekka Pajula |
| Juha Metsola     | Gardiens | Benjamin Conz                   | | Arbitrage : Hannu Henriksson Jari-Pekka Pajula |
| 30 min           | Pénalités | 41 min                          | | Arbitrage : Hannu Henriksson Jari-Pekka Pajula |
| 35               | Tirs | 31                              | | Arbitrage : Hannu Henriksson Jari-Pekka Pajula |

| 23 août 2013 | Djurgårdens IF | 3-2 (2-0, 0-1, 1-1) | HC ČSOB Pojišťovna Pardubice | Hovet, Stockholm 1 678 spectateurs |

| Feuille de match | Feuille de match | Feuille de match    | Feuille de match                                                           | Feuille de match                          |
| ---------------- | --- | ------------------- | -------------------------------------------------------------------------- | ----------------------------------------- |
|                  | Sörensen (J. Eriksson) — 7 min 21 s Sörensen (Guter, J. Eriksson) — 11 min 12 s Ahlén (Holmqvist (H. Eriksson)) — 48 min 59 s | 1-0 2-0 2-1 2-2 3-2 | Nosek (Koci, Zohorna) — 39 min 14 s Marha (Tybor, Pisa) — 46 min 38 s (SN) | Arbitrage : Christer Lärking Ulf Rönnmark |
| Adam Reideborn   | Gardiens | Daniel Dolejs       |                                                                            | Arbitrage : Christer Lärking Ulf Rönnmark |
| 12 min           | Pénalités | 18 min              |                                                                            | Arbitrage : Christer Lärking Ulf Rönnmark |
| 38               | Tirs | 17                  |                                                                            | Arbitrage : Christer Lärking Ulf Rönnmark |

| 23 août 2013 | Brynäs IF | 4-3 (0-0, 2-2, 2-1) | Bílí Tygři Liberec | Läkerol Arena, Gävle 2 141 spectateurs |

| Feuille de match | Feuille de match | Feuille de match            | Feuille de match                                                                                      | Feuille de match                           |
| ---------------- | --- | --------------------------- | --- | ------------------------------------------ |
|                  | Molin (Brodin) — 28 min 37 s Thuresson (Brodin) — 35 min 32 s (SN) Thuresson (Nokelainen, Scott) — 57 min 11 s (SN) Scott (Nokelainen) — 59 min 38 s | 0-1 1-1 1-2 2-2 2-3 3-3 4-3 | Filippi (Cakajik, Cutta) — 21 min 44 s Filippi — 31 min 25 s Jass (Nedved, Bartek) — 42 min 39 s (SN) | Arbitrage : Tomas Andersson Patrik Sjöberg |
| Jonas Johansson  | Gardiens | Marek Schwarz               | | Arbitrage : Tomas Andersson Patrik Sjöberg |
| 8 min            | Pénalités | 18 min                      | | Arbitrage : Tomas Andersson Patrik Sjöberg |
| 38               | Tirs | 23                          | | Arbitrage : Tomas Andersson Patrik Sjöberg |

| 24 août 2013 | Djurgårdens IF | 3-2 (1-1, 2-0, 0-1) | Bílí Tygři Liberec | Hovet, Stockholm 1 484 spectateurs |

| Feuille de match | Feuille de match                                                                                  | Feuille de match    | Feuille de match                                          | Feuille de match         |
| ---------------- | ------------------------------------------------------------------------------------------------- | ------------------- | --------------------------------------------------------- | ------------------------ |
|                  | Saviano — 15 min 54 s (IN) Lofquist (Guter) — 30 min 55 s (SN) Holmqvist (Lofquist) — 35 min 51 s | 1-0 1-1 2-1 3-1 3-2 | Visek (Zacha) — 15 min 44 s Cakajik (Visek) — 52 min 12 s | Arbitrage : Ulf Rönnmark |
| Johan Mattsson   | Gardiens                                                                                          | Marcel Melichercik  |                                                           | Arbitrage : Ulf Rönnmark |
| 10 min           | Pénalités                                                                                         | 22 min              |                                                           | Arbitrage : Ulf Rönnmark |
| 31               | Tirs                                                                                              | 26                  |                                                           | Arbitrage : Ulf Rönnmark |

| 24 août 2013 | Brynäs IF | 1-4 (1-1, 0-1, 0-2) | HC ČSOB Pojišťovna Pardubice | Läkerol Arena, Gävle 1 914 spectateurs |

| Feuille de match | Feuille de match                           | Feuille de match    | Feuille de match | Feuille de match                      |
| ---------------- | ------------------------------------------ | ------------------- | --- | ------------------------------------- |
|                  | Thuresson (Scott, Nokelainen) — 7 min 21 s | 1-0 1-1 1-2 1-3 1-4 | Zohorna (Cetkovsky, Nosek) — 7 min 42 s Cetkovsky (Somik, Koci) — 28 min 17 s (2 SN) Cetkovsky (Nosek) — 46 min 31 s Tybor (Somik) — 47 min 20 s (CV) | Arbitrage : Mikael Nord David Bergman |
| Robin Rahm       | Gardiens                                   | Martin Ruzicka      | | Arbitrage : Mikael Nord David Bergman |
| 12 min           | Pénalités                                  | 18 min              | | Arbitrage : Mikael Nord David Bergman |
| 42               | Tirs                                       | 25                  | | Arbitrage : Mikael Nord David Bergman |

| 24 août 2013 | Tappara | 3-1 (0-0, 2-1, 1-0) | CP Berne | Hakametsä, Tampere 2 510 spectateurs |

| Feuille de match | Feuille de match | Feuille de match | Feuille de match                          | Feuille de match                         |
| ---------------- | --- | ---------------- | ----------------------------------------- | ---------------------------------------- |
|                  | Bailen (Kuusela, Malinen) — 33 min 18 s (SN) Järvinen (Jormakka, Saravo) — 38 min 42 s Connolly (Tabacek) — 53 min 42 s | 0-1 1-1 2-1 3-1  | Furrer (Rüthemann, Gardner) — 28 min 30 s | Arbitrage : Jussi Leppänen Anssi Salonen |
| Juha Metsola     | Gardiens | Marco Bührer     |                                           | Arbitrage : Jussi Leppänen Anssi Salonen |
| 6 min            | Pénalités | 35 min           |                                           | Arbitrage : Jussi Leppänen Anssi Salonen |
| 24               | Tirs | 26               |                                           | Arbitrage : Jussi Leppänen Anssi Salonen |

| 30 août 2013 | HC ČSOB Pojišťovna Pardubice | 1-4 (0-2, 1-1, 0-1) | TPS | Lokomotiva Trutnov, Trutnov 1 685 spectateurs |

| Feuille de match | Feuille de match                        | Feuille de match    | Feuille de match | Feuille de match                       |
| ---------------- | --------------------------------------- | ------------------- | --- | -------------------------------------- |
|                  | Cetkovsky (Nosek, Zohorna) — 26 min 1 s | 0-1 0-2 1-2 1-3 1-4 | Pulli (Palmroth) — 6 min 29 s Paré (Koskiranta, Sexton) — 10 min 50 s Seikola (Kumeliauskas) — 31 min 38 s Vittasmäki (Paré, Kumeliauskas) — 48 min 9 s | Arbitrage : Homola Úlehla Blümel Lu?an |
| Dusan Salficky   | Gardiens                                | Fredrik Norrena     | | Arbitrage : Homola Úlehla Blümel Lu?an |
| 24 min           | Pénalités                               | 10 min              | | Arbitrage : Homola Úlehla Blümel Lu?an |
| 41               | Tirs                                    | 20                  | | Arbitrage : Homola Úlehla Blümel Lu?an |

| 30 août 2013 | Bílí Tygři Liberec | 6-4 (1-0, 3-1, 2-3) | Tappara | Tipsport Arena Liberec, Liberec 1 492 spectateurs |

| Feuille de match | Feuille de match | Feuille de match                        | Feuille de match | Feuille de match                   |
| ---------------- | --- | --------------------------------------- | --- | ---------------------------------- |
|                  | Nedved (Bartek, Hunkes) — 1 min 16 s (SN) Kica (Psota, Dusek) — 24 min 55 s Dusek (Voracek) — 34 min 56 s Bulik — 38 min 31 s Jass (Nedved, Hunkes) — 53 min 28 s Hunkes — 59 min 48 s (SN) | 1-0 2-0 2-1 3-1 4-1 4-2 5-2 5-3 5-4 6-4 | Malinen (Kuusela) — 22 min 54 s (IN) Malinen (Kuusela) — 50 min 22 s Kuusela (Malinen, McRae) — 55 min 39 s (2 SN) Malinen (Bailen) — 57 min 32 s (SN) | Arbitrage : Smitka Wagner Podrazil |
| Marek Schwarz    | Gardiens | Juha Metsola                            | | Arbitrage : Smitka Wagner Podrazil |
| 47 min           | Pénalités | 10 min                                  | | Arbitrage : Smitka Wagner Podrazil |
| 25               | Tirs | 29                                      | | Arbitrage : Smitka Wagner Podrazil |

| 30 août 2013 | HC Fribourg-Gottéron | 3-2 (pr) (0-1, 1-1, 1-0, 1-0) | Brynäs IF | BCF-Arena, Fribourg 1 600 spectateurs |

| Feuille de match | Feuille de match                                                                                       | Feuille de match    | Feuille de match                                                             | Feuille de match                                                        |
| ---------------- | --- | ------------------- | ---------------------------------------------------------------------------- | ----------------------------------------------------------------------- |
|                  | Jeannin — 20 min 46 s (IN) Plüss (Sprunger, Loeffel) — 45 min 45 s Huguenin (Bykov, Ngoy) — 64 min 3 s | 0-1 1-1 1-2 2-2 3-2 | Molin (Gunderson, Ollas) — 9 min 1 s Djoos (Enterfeldt, Rödin) — 15 min 45 s | Arbitrage : Simon Aicher Willi Schimm Pascal Kretschmer Stefan Velkoski |
| Benjamin Conz    | Gardiens                                                                                               | Johan Holmqvist     |                                                                              | Arbitrage : Simon Aicher Willi Schimm Pascal Kretschmer Stefan Velkoski |
| 54 min           | Pénalités                                                                                              | 12 min              |                                                                              | Arbitrage : Simon Aicher Willi Schimm Pascal Kretschmer Stefan Velkoski |
| 26               | Tirs                                                                                                   | 45                  |                                                                              | Arbitrage : Simon Aicher Willi Schimm Pascal Kretschmer Stefan Velkoski |

| 30 août 2013 | CP Berne | 3-2 (pr) (0-1, 1-1, 1-0, 1-0) | Djurgårdens IF | PostFinance-Arena, Berne 1 392 spectateurs |

| Feuille de match | Feuille de match                                                                                     | Feuille de match    | Feuille de match                                                                  | Feuille de match                         |
| ---------------- | --- | ------------------- | --------------------------------------------------------------------------------- | ---------------------------------------- |
|                  | Moser (Jobin) — 26 min (SN) Loichat (Lehtonen, Gardner) — 41 min 18 s Kinrade (Gerber) — 61 min 39 s | 0-1 1-1 1-2 2-2 3-2 | Lofquist (J. Eriksson, Sörensen) — 15 min 32 s (SN) Sörensen (Holm) — 36 min 31 s | Arbitrage : Massy Rochette Bürgi Kaderli |
| Olivier Gigon    | Gardiens                                                                                             | Adam Reideborn      |                                                                                   | Arbitrage : Massy Rochette Bürgi Kaderli |
| 8 min            | Pénalités                                                                                            | 24 min              |                                                                                   | Arbitrage : Massy Rochette Bürgi Kaderli |
| 42               | Tirs                                                                                                 | 24                  |                                                                                   | Arbitrage : Massy Rochette Bürgi Kaderli |

| 31 août 2013 | HC Fribourg-Gottéron | 0-1 (0-0, 0-1, 0-0) | Djurgårdens IF | BCF-Arena, Fribourg 2 700 spectateurs |

| Feuille de match | Feuille de match | Feuille de match | Feuille de match                                 | Feuille de match                                                        |
| ---------------- | ---------------- | ---------------- | ------------------------------------------------ | ----------------------------------------------------------------------- |
|                  |                  | 0-1              | Holmqvist (Sörensen , Johner) — 33 min 53 s (SN) | Arbitrage : Simon Aicher Willi Schimm Pascal Kretschmer Stefan Velkoski |
| Benjamin Conz    | Gardiens         | Johan Mattsson   |                                                  | Arbitrage : Simon Aicher Willi Schimm Pascal Kretschmer Stefan Velkoski |
| 4 min            | Pénalités        | 12 min           |                                                  | Arbitrage : Simon Aicher Willi Schimm Pascal Kretschmer Stefan Velkoski |
| 38               | Tirs             | 24               |                                                  | Arbitrage : Simon Aicher Willi Schimm Pascal Kretschmer Stefan Velkoski |

| 31 août 2013 | HC ČSOB Pojišťovna Pardubice | 3-2 (2 pr) (0-1, 0-0, 2-1, 0-0, 1-0) | Tappara | Elektromont Arena, Vrchlabí 1 325 spectateurs |

| Feuille de match | Feuille de match                                                                            | Feuille de match    | Feuille de match                                          | Feuille de match                      |
| ---------------- | ------------------------------------------------------------------------------------------- | ------------------- | --------------------------------------------------------- | ------------------------------------- |
|                  | Sýkora (Benak, Kousal) — 48 min 42 s (SN) Somik (Kousal, Sýkora) — 56 min 28 s Zohorna (TP) | 0-1 1-1 2-1 2-2 3-2 | Palola (Plihal) — 12 min 39 s Malinen (Puistola) — 58 min | Arbitrage : Hribik Hrubý Hejl Kajínek |
| Martin Ruzicka   | Gardiens                                                                                    | Juha Metsola        |                                                           | Arbitrage : Hribik Hrubý Hejl Kajínek |
| 12 min           | Pénalités                                                                                   | 12 min              |                                                           | Arbitrage : Hribik Hrubý Hejl Kajínek |
| 54               | Tirs                                                                                        | 32                  |                                                           | Arbitrage : Hribik Hrubý Hejl Kajínek |

| 31 août 2013 | CP Berne | 1-2 (1-1, 0-0, 0-1) | Brynäs IF | PostFinance-Arena, Berne 1 507 spectateurs |

| Feuille de match | Feuille de match                       | Feuille de match | Feuille de match                       | Feuille de match                              |
| ---------------- | -------------------------------------- | ---------------- | -------------------------------------- | --------------------------------------------- |
|                  | Hänni (Furrer, Randegger) — 3 min 57 s | 1-0 1-1 1-2      | Rödin — 14 min 52 s Rödin — 55 min 4 s | Arbitrage : Eichmann Wiegand Mauron Tscherrig |
| Marco Bührer     | Gardiens                               | Robin Rahm       |                                        | Arbitrage : Eichmann Wiegand Mauron Tscherrig |
| 16 min           | Pénalités                              | 16 min           |                                        | Arbitrage : Eichmann Wiegand Mauron Tscherrig |
| 51               | Tirs                                   | 44               |                                        | Arbitrage : Eichmann Wiegand Mauron Tscherrig |

| 1er septembre 2013 | Bílí Tygři Liberec | 3-1 (0-0, 1-1, 2-0) | TPS | Tipsport Arena Liberec, Liberec 1 125 spectateurs |

| Feuille de match | Feuille de match                                                                                           | Feuille de match | Feuille de match                            | Feuille de match                       |
| ---------------- | --- | ---------------- | ------------------------------------------- | -------------------------------------- |
|                  | Hunkes (Vampola) — 33 min 51 s (IN) Vampola (Kica, Jass) — 42 min 31 s Vampola (Nedved) — 59 min 55 s (CV) | 0-1 1-1 2-1 3-1  | Vittasmäki (Sexton, Tuomainen) — 25 min 1 s | Arbitrage : Smitka Wagner Hejl Kajinek |
| Marek Schwarz    | Gardiens                                                                                                   | Ville Hostikka   |                                             | Arbitrage : Smitka Wagner Hejl Kajinek |
| 12 min           | Pénalités                                                                                                  | 10 min           |                                             | Arbitrage : Smitka Wagner Hejl Kajinek |
| 28               | Tirs | 35               |                                             | Arbitrage : Smitka Wagner Hejl Kajinek |

| 5 septembre 2013 | TPS | 1-2 (2 pr) (0-0, 0-0, 1-1, 0-0, 0-1) | Tappara | HK Areena, Turku 3 578 spectateurs |

| Feuille de match | Feuille de match              | Feuille de match | Feuille de match                            | Feuille de match                                                     |
| ---------------- | ----------------------------- | ---------------- | ------------------------------------------- | -------------------------------------------------------------------- |
|                  | Pulli (Sexton, Paré) — 55 min | 1-0 1-1 1-2      | Bailen (Plihal) — 59 min 20 s Jormakka (TP) | Arbitrage : Antti Boman Jari Levonen Samuli Niskanen Juha Suoraniemi |
| Fredrik Norrena  | Gardiens                      | Juha Metsola     |                                             | Arbitrage : Antti Boman Jari Levonen Samuli Niskanen Juha Suoraniemi |
| 6 min            | Pénalités                     | 8 min            |                                             | Arbitrage : Antti Boman Jari Levonen Samuli Niskanen Juha Suoraniemi |
| 30               | Tirs                          | 35               |                                             | Arbitrage : Antti Boman Jari Levonen Samuli Niskanen Juha Suoraniemi |

| 5 septembre 2013 | HC Fribourg-Gottéron | 5-3 (2-1, 2-0, 1-2) | CP Berne | BCF-Arena, Fribourg 2 579 spectateurs |

| Feuille de match | Feuille de match | Feuille de match                | Feuille de match                                                                                           | Feuille de match                                      |
| ---------------- | --- | ------------------------------- | --- | ----------------------------------------------------- |
|                  | Mauldin (Pouliot, Helbling) — 9 min 18 s (SN) Miettinen (Monnet) — 12 min 30 s (SN) Mauldin (Pouliot, Plüss) — 20 min 52 s Monnet (Dubé) — 34 min 48 s Lauper (Pouliot) — 59 min 38 s (CV) | 1-0 2-0 2-1 3-1 4-1 4-2 4-3 5-3 | Gardner (Kinrade, Scherwey) — 15 min 6 s Lehtonen (Ritchie) — 52 min 2 s Vermin (Plüss) — 55 min 59 s (SN) | Arbitrage : Brent Reiber Daniel Stricker Kaderli Wüst |
| Benjamin Conz    | Gardiens | Marco Bührer                    | | Arbitrage : Brent Reiber Daniel Stricker Kaderli Wüst |
| 36 min           | Pénalités | 16 min                          | | Arbitrage : Brent Reiber Daniel Stricker Kaderli Wüst |
| 28               | Tirs | 28                              | | Arbitrage : Brent Reiber Daniel Stricker Kaderli Wüst |

| 6 septembre 2013 | HC ČSOB Pojišťovna Pardubice | 4-3 (4-1, 0-2, 0-0) | Bílí Tygři Liberec | CEZ Arena, Pardubice 858 spectateurs |

| Feuille de match | Feuille de match | Feuille de match            | Feuille de match | Feuille de match                        |
| ---------------- | --- | --------------------------- | --- | --------------------------------------- |
|                  | Kousal (Sýkora, Somik) — 2 min 48 s Sýkora (Kousal, Somik) — 5 min 36 s Kolár (Koci, Gregorc) — 6 min 48 s Sýkora (Kousal, Koci) — 14 min 34 s (SN) | 1-0 2-0 3-0 3-1 3-2 4-2 4-3 | Bartek (Pospisil, Hunkes) — 8 min 38 s (2 SN) Filippi (Hunkes) — 12 min 48 s Kolmann (Pospisil, Visek) — 25 min 40 s | Arbitrage : Homola Hribik Barvíl Blümel |
| Martin Ruzicka   | Gardiens | Marek Schwarz               | | Arbitrage : Homola Hribik Barvíl Blümel |
| 12 min           | Pénalités | 32 min                      | | Arbitrage : Homola Hribik Barvíl Blümel |
| 24               | Tirs | 30                          | | Arbitrage : Homola Hribik Barvíl Blümel |

| 6 septembre 2013 | Tappara | 5-3 (1-0, 2-2, 2-1) | TPS | Hakametsä, Tampere 1 918 spectateurs |

| Feuille de match | Feuille de match | Feuille de match                | Feuille de match                                                                                              | Feuille de match                        |
| ---------------- | --- | ------------------------------- | --- | --------------------------------------- |
|                  | Jormakka (Ilomäki) — 27 min 50 s Bailen (Kuusela, Erkinjuntti) — 32 min 19 s Peltola (Erkinjuntti) — 37 min 31 s Järvinen (Peltola, Tabacek) — 47 min 10 s Palola — 57 min 56 s | 1-0 1-1 1-2 2-2 3-2 4-2 4-3 5-3 | Mähönen (Laakso) — 24 min 46 s Sexton (Koskiranta, Morrisonn) — 27 min 42 s Sexton (Seigo) — 57 min 31 s (SN) | Arbitrage : Timo Favorin Jari leppäalho |
| Zoltán Hetényi   | Gardiens | Fredrik Norrena                 | | Arbitrage : Timo Favorin Jari leppäalho |
| 20 min           | Pénalités | 32 min                          | | Arbitrage : Timo Favorin Jari leppäalho |
| 21               | Tirs | 36                              | | Arbitrage : Timo Favorin Jari leppäalho |

| 6 septembre 2013 | Brynäs IF | 5-4 (2-0, 0-1, 3-3) | Djurgårdens IF | Läkerol Arena, Gävle 2 932 spectateurs |

| Feuille de match | Feuille de match | Feuille de match                    | Feuille de match | Feuille de match                             |
| ---------------- | --- | ----------------------------------- | --- | -------------------------------------------- |
|                  | Scott (Gunderson, Lauritzen) — 6 min 19 s (SN) Bertilsson (Gunderson, Brodin) — 8 min 10 s Thuresson (Enterfeldt, Bertilsson) — 42 min 16 s Bertilsson (Nordqvist, Thuresson) — 50 min 18 s (SN) Jacobsson (Lauritzen, Larsson) — 56 min 6 s | 1-0 2-0 2-1 3-1 4-1 4-2 5-2 5-3 5-4 | Holmqvist (J. Eriksson, Sörensen) — 23 min 41 s (SN) H. Eriksson (Ahlén, Holmqvist) — 51 min 47 s Sörensen (Andersson, Holm) — 56 min 26 s Guter (Sörensen, Lofquist) — 58 min 3 s | Arbitrage : Marcus Vinnerborg Wolmer Edqvist |
| Robin Rahm       | Gardiens | Adam Reideborn                      | | Arbitrage : Marcus Vinnerborg Wolmer Edqvist |
| 6 min            | Pénalités | 24 min                              | | Arbitrage : Marcus Vinnerborg Wolmer Edqvist |
| 37               | Tirs | 18                                  | | Arbitrage : Marcus Vinnerborg Wolmer Edqvist |

| 7 septembre 2013 | Djurgårdens IF | 5-2 (0-0, 1-2, 4-0) | Brynäs IF | Hovet, Stockholm 2 968 spectateurs |

| Feuille de match | Feuille de match | Feuille de match            | Feuille de match                                                                      | Feuille de match                              |
| ---------------- | --- | --------------------------- | ------------------------------------------------------------------------------------- | --------------------------------------------- |
|                  | Guter (J .Eriksson, Sörensen) — 24 min 28 s (2 SN) Sörensen (J. Eriksson, Guter) — 40 min 56 s (SN) Ljungh (Saviano, Lofquist) — 54 min 47 s Ahlén (H. Eriksson) — 57 min 34 s (CV) Norell (Saviano, J. Eriksson) — 58 min 1 s (CV) | 1-0 1-1 1-2 2-2 3-2 4-2 5-2 | Scott (Thuresson, Enterfeldt) — 26 min 16 s Gunderson (Larsson, Brodin) — 27 min 39 s | Arbitrage : David Bergman Chrisoffer Karlsson |
| Johan Mattsson   | Gardiens | Johan Holmqvist             |                                                                                       | Arbitrage : David Bergman Chrisoffer Karlsson |
| 12 min           | Pénalités | 14 min                      |                                                                                       | Arbitrage : David Bergman Chrisoffer Karlsson |
| 35               | Tirs | 27                          |                                                                                       | Arbitrage : David Bergman Chrisoffer Karlsson |

| 7 septembre 2013 | CP Berne | 4-2 (1-0, 1-1, 2-1) | HC Fribourg-Gottéron | PostFinance-Arena, Berne 2 090 spectateurs |

| Feuille de match | Feuille de match | Feuille de match        | Feuille de match                                                        | Feuille de match                          |
| ---------------- | --- | ----------------------- | ----------------------------------------------------------------------- | ----------------------------------------- |
|                  | Rubin (Bertschy) — 9 min 14 s Lehtonen (Jobin) — 20 min 59 s Rubin (Kinrade) — 47 min 51 s (SN) Berger (Ritchie) — 59 min 8 s (CV) | 1-0 2-0 2-1 3-1 3-2 4-2 | Ngoy (Mottet, Vauclair) — 32 min 19 s Bykov (Plüss, Ness) — 56 min 11 s | Arbitrage : Eichmann Kurmann Fluri Kehrli |
| Marco Bührer     | Gardiens | Kevin Huber             |                                                                         | Arbitrage : Eichmann Kurmann Fluri Kehrli |
| 12 min           | Pénalités | 54 min                  |                                                                         | Arbitrage : Eichmann Kurmann Fluri Kehrli |
| 22               | Tirs | 23                      |                                                                         | Arbitrage : Eichmann Kurmann Fluri Kehrli |

| 8 septembre 2013 | Bílí Tygři Liberec | 3-2 (0-0, 1-2, 2-0) | HC ČSOB Pojišťovna Pardubice | Tipsport Arena Liberec, Liberec 1 472 spectateurs |

| Feuille de match | Feuille de match                                                                                         | Feuille de match    | Feuille de match                                                  | Feuille de match                       |
| ---------------- | --- | ------------------- | ----------------------------------------------------------------- | -------------------------------------- |
|                  | Dusek (Zacha) — 39 min 30 s Bulir (Cakajik) — 58 min 39 s (SN) Vampola (Pospisil, Filippi) — 59 min 30 s | 0-1 0-2 1-2 2-2 3-2 | Veselý (Cip, Tybor) — 24 min 52 s Vasicek (Gregorc) — 30 min 18 s | Arbitrage : Smitka Wagner Hejl Kajinek |
| Marek Schwarz    | Gardiens                                                                                                 | Martin Ruzicka      |                                                                   | Arbitrage : Smitka Wagner Hejl Kajinek |
| 4 min            | Pénalités                                                                                                | 6 min               |                                                                   | Arbitrage : Smitka Wagner Hejl Kajinek |
| 32               | Tirs | 27                  |                                                                   | Arbitrage : Smitka Wagner Hejl Kajinek |

| Clt   | Équipe                | PJ | V | VP | D | DP | BP | BC | Diff | Pts |
| ----- | --------------------- | -- | - | -- | - | -- | -- | -- | ---- | --- |
| +001, | Djurgården Hockey     | 8  | 5 | 1  | 1 | 1  | 26 | 20 | +6   | 18  |
| +002, | TPS Turku             | 8  | 3 | 1  | 2 | 2  | 23 | 22 | +1   | 13  |
| +003, | Brynäs IF             | 8  | 4 | 0  | 3 | 1  | 20 | 24 | -4   | 13  |
| +004, | Tappara               | 8  | 3 | 1  | 2 | 1  | 24 | 22 | +2   | 12  |
| +005, | HC Pardubice          | 8  | 3 | 1  | 3 | 1  | 22 | 20 | +2   | 12  |
| +006, | HC Fribourg-Gottéron  | 8  | 2 | 2  | 3 | 1  | 23 | 24 | -1   | 11  |
| +007, | HC Bílí Tygři Liberec | 8  | 3 | 0  | 5 | 0  | 26 | 27 | -1   | 9   |
| +008, | CP Berne              | 8  | 2 | 1  | 5 | 0  | 19 | 24 | -5   | 8   |

- Qualifié pour les quarts de finale

## Red Bulls Salute
Le Red Bulls Salute est un tournoi organisé à l'O2 World de Berlin par l'Eisbären Berlin du 19 au 22 décembre 2013. L'Eisbären est qualifié en tant que club hôte.

### Groupe A
| 19 décembre 2013 | Färjestads BK | 5-2 (1-1, 2-1, 2-0) | Frölunda HC | Sportforum Berlin, Berlin 1 050 spectateurs |

| Feuille de match           | Feuille de match | Feuille de match | Feuille de match | Feuille de match            |
| -------------------------- | ---------------- | ---------------- | ---------------- | --------------------------- |
|                            |                  |                  |                  | Arbitrage : Persson Sjöberg |
| Fredrik Pettersson Wentzel | Gardiens         | Lars Johansson   |                  |                             |
| 26 min                     | Pénalités        | 26 min           |                  |                             |
| 37                         | Tirs             | 33               |                  |                             |

| 20 décembre 2013 | Eisbären Berlin | 0-4 (0-0, 0-3, 0-1) | Färjestads BK | O2 World, Berlin 3 900 spectateurs |

| Feuille de match | Feuille de match | Feuille de match | Feuille de match | Feuille de match                    |
| ---------------- | ---------------- | ---------------- | ---------------- | ----------------------------------- |
|                  |                  | 0-1 0-2 0-3 0-4  |                  | Arbitrage : Kaukokari M. Sjöberg P. |
|                  |                  |                  |                  | Arbitrage : Kaukokari M. Sjöberg P. |
| 43 min           | Pénalités        | 18 min           |                  | Arbitrage : Kaukokari M. Sjöberg P. |
| 22               | Tirs             | 29               |                  | Arbitrage : Kaukokari M. Sjöberg P. |

| 21 décembre 2013 | Eisbären Berlin | 4-3 (0-0, 4-2, 0-1) | Frölunda HC | O2 World, Berlin 4 200 spectateurs |

| Feuille de match | Feuille de match | Feuille de match            | Feuille de match | Feuille de match                 |
| ---------------- | ---------------- | --------------------------- | ---------------- | -------------------------------- |
|                  |                  | 0-1 1-1 2-1 3-1 3-2 4-2 4-3 |                  | Arbitrage : Persson S. Wehrli T. |
| Sebastian Elwing | Gardiens         | Linus Fernström             |                  | Arbitrage : Persson S. Wehrli T. |
| 10 min           | Pénalités        | 4 min                       |                  | Arbitrage : Persson S. Wehrli T. |
| 12               | Tirs             | 37                          |                  | Arbitrage : Persson S. Wehrli T. |

| Clt   | Équipe          | PJ | V | VP | D | DP | BP | BC | Diff | Pts |
| ----- | --------------- | -- | - | -- | - | -- | -- | -- | ---- | --- |
| +001, | Färjestads BK   | 2  | 2 | 0  | 0 | 0  | 9  | 2  | +7   | 6   |
| +002, | Eisbären Berlin | 2  | 1 | 0  | 1 | 0  | 4  | 7  | -3   | 3   |
| +003, | Frölunda HC     | 2  | 0 | 0  | 2 | 0  | 5  | 9  | -4   | 0   |

- Qualifié pour la finale

### Groupe B
| 19 décembre 2013 | Djurgården Hockey | 1-3 (0-0, 0-3, 1-0) | JYP Jyväskylä | Sportforum Berlin, Berlin 1 900 spectateurs |

| Feuille de match | Feuille de match | Feuille de match | Feuille de match | Feuille de match                      |
| ---------------- | ---------------- | ---------------- | ---------------- | ------------------------------------- |
|                  |                  | 0-1 0-2 0-3 1-3  |                  | Arbitrage : M. Johansson M. Kaukokari |
| Johan Mattsson   | Gardiens         | Tuomas Tarkki    |                  | Arbitrage : M. Johansson M. Kaukokari |
| 12 min           | Pénalités        | 14 min           |                  | Arbitrage : M. Johansson M. Kaukokari |
| 46               | Tirs             | 36               |                  | Arbitrage : M. Johansson M. Kaukokari |

| 20 décembre 2013 | Luleå HF | 2-3 (2 pr) (1-0, 0-1, 1-1, 0-0, 0-1) | JYP Jyväskylä | O2 World, Berlin 2 500 spectateurs |

| Feuille de match | Feuille de match | Feuille de match | Feuille de match | Feuille de match                  |
| ---------------- | ---------------- | ---------------- | ---------------- | --------------------------------- |
|                  |                  |                  |                  | Arbitrage : Schukies G. Wehrli T. |
|                  |                  |                  |                  |                                   |
| 10 min           | Pénalités        | 47 min           |                  |                                   |
| 37               | Tirs             | 26               |                  |                                   |

| 21 décembre 2013 | Luleå HF | 4-2 (0-0, 2-1, 2-1) | Djurgården Hockey | O2 World, Berlin 2 600 spectateurs |

| Feuille de match | Feuille de match | Feuille de match        | Feuille de match | Feuille de match                  |
| ---------------- | ---------------- | ----------------------- | ---------------- | --------------------------------- |
|                  |                  | 1-0 2-0 2-1 3-1 3-2 4-2 |                  | Arbitrage : Schukies G. Johansson |
|                  |                  |                         |                  | Arbitrage : Schukies G. Johansson |
| 12 min           | Pénalités        | 35 min                  |                  | Arbitrage : Schukies G. Johansson |
| 28               | Tirs             | 27                      |                  | Arbitrage : Schukies G. Johansson |

| Clt   | Équipe            | PJ | V | VP | D | DP | BP | BC | Diff | Pts |
| ----- | ----------------- | -- | - | -- | - | -- | -- | -- | ---- | --- |
| +001, | JYP Jyväskylä     | 2  | 1 | 1  | 0 | 0  | 6  | 3  | +3   | 5   |
| +002, | Luleå HF          | 2  | 1 | 0  | 0 | 1  | 6  | 5  | +1   | 4   |
| +003, | Djurgården Hockey | 2  | 0 | 0  | 2 | 0  | 3  | 7  | -4   | 0   |

- Qualifié pour la finale

### Finale
La finale oppose les vainqueurs des groupes A et B.
| 22 décembre 2013 | Färjestads BK | 1-2 (0-1, 1-1, 0-0) | JYP Jyväskylä | O2 World, Berlin 3 100 spectateurs |

| Feuille de match | Feuille de match                    | Feuille de match | Feuille de match                                                 | Feuille de match                  |
| ---------------- | ----------------------------------- | ---------------- | ---------------------------------------------------------------- | --------------------------------- |
|                  | Grundel (Wallin) — 31 min 30 s (IN) | 0-1 0-2 1-2      | Wärn (Louhivaara, Luoma) — 8 min 25 s (SN) Nenonen — 21 min 56 s | Arbitrage : Schukies G. Wehrli T. |
| Danny Taylor     | Gardiens                            | Tuomas Tarkki    |                                                                  | Arbitrage : Schukies G. Wehrli T. |
| 24 min           | Pénalités                           | 10 min           |                                                                  | Arbitrage : Schukies G. Wehrli T. |
| 40               | Tirs                                | 18               |                                                                  | Arbitrage : Schukies G. Wehrli T. |